# Béatrice d'Este
 (juillet 2025).
Le contenu est difficilement compréhensible vu les erreurs de traduction, qui sont peut-être dues à l'utilisation d'un logiciel de traduction automatique.
Pour les articles homonymes, voir Béatrice d'Este (homonymie).
Pour les autres membres des familles, voir Maison d'Este et Sforza.
Béatrice d'Este, née le 29 juin 1475 à Ferrare et morte le 2 janvier 1497 à Milan, est une aristocrate de l'Italie du Nord de la fin du XVe siècle. Elle est, en sa qualité de duchesse consort de Bari et de Milan, l'une des personnalités les plus importantes de son temps et, malgré sa courte vie, exerce une influence importante dans la politique italienne,. C'est une femme de culture, importante mécène et chef de file de la mode, aux côtés de laquelle son époux fait de Milan l'une des capitales de la Renaissance européenne. Grace à sa détermination et à son attitude martiale, elle repousse la menace française sur Milan, empêchant sa conquête pendant la première guerre d'Italie,.

## Biographie

### Enfance

#### Naissance
Béatrice d'Este, née le 29 juin 1475 au palais ducal de Ferrare, est le deuxième enfant d’Hercule Ier d'Este et d'Éléonore de Naples. Elle est nommée en l’honneur de sa tante maternelle Béatrice de Naples et de sa tante paternelle Béatrice d'Este. Après une première fille, le duc de Ferrare désire ardemment un héritier masculin, de sorte que sa naissance est accueillie comme une déception.

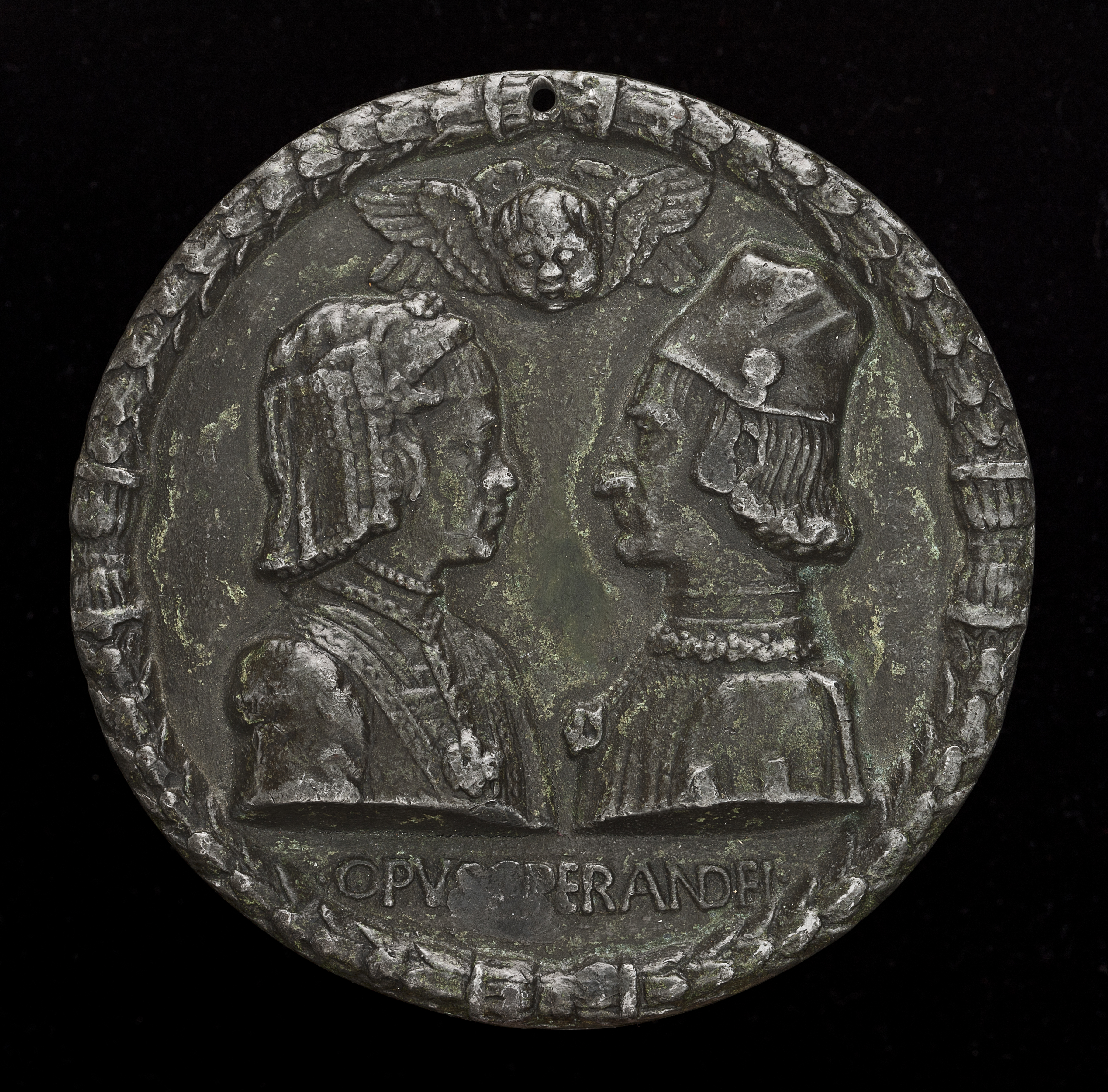
Hercule Ier d’Este et Éléonore d’Aragon, parents de Béatrice, dans un médaillon œuvre de Sperandio datant d’environ 1473

#### Période napolitaine (1477-1485)
Deux ans plus tard, Béatrice est amenée par sa mère à la cour aragonaise de Naples, à l’occasion du deuxième mariage du roi Ferdinand, son grand-père, avec Jeanne d'Aragon. C’est là qu’Éléonore donne naissance à son quatrième enfant, Ferrante, et quand, moins d’un mois plus tard, elle doit rentrer à Ferrare, elle décida d'emmener seulement sa fille aînée Isabelle, tandis que le roi Ferdinand la convainc de laisser à Naples le nouveau-né et Béatrice, pour laquelle il a montré son amour filial dès le départ.

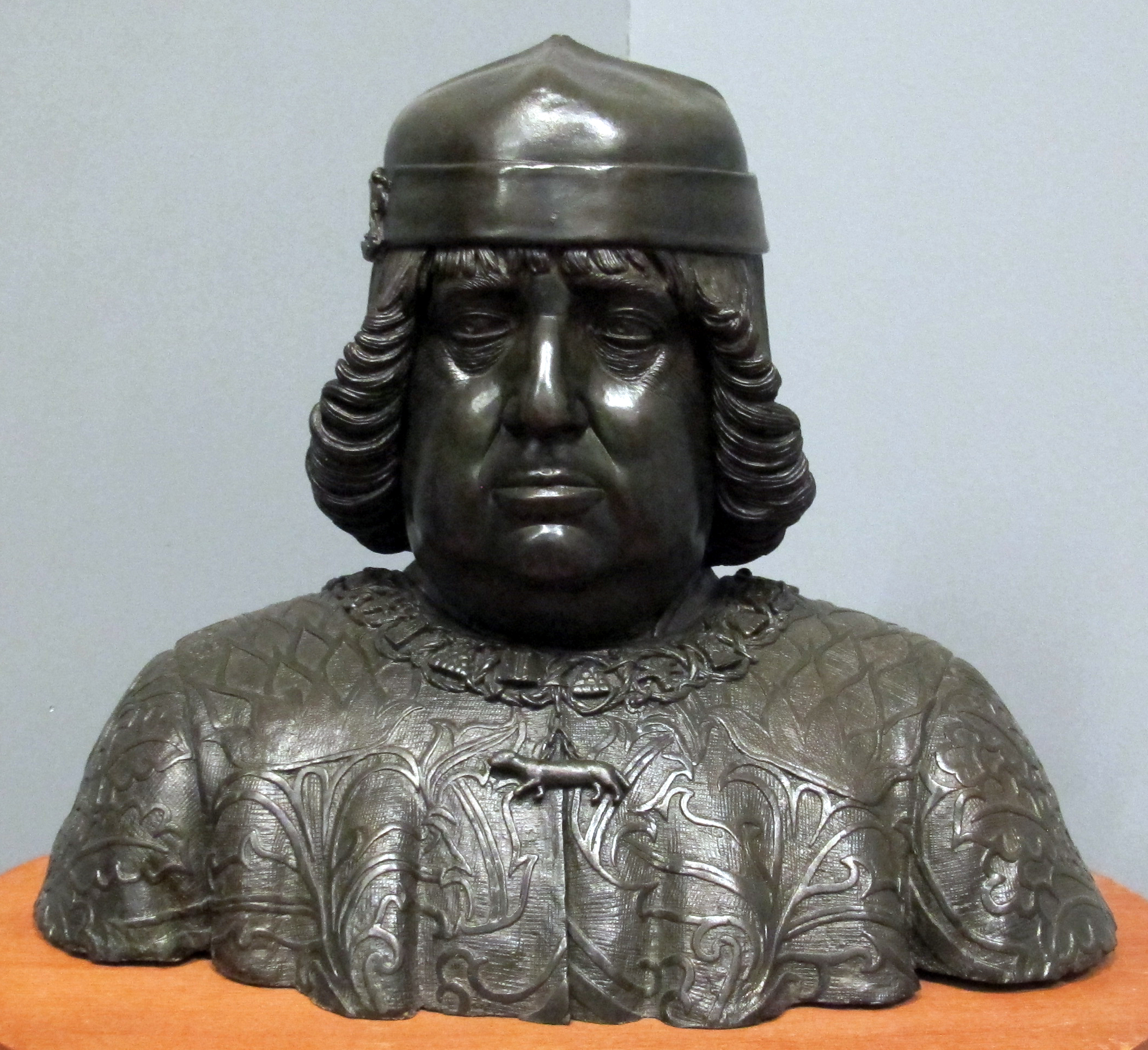
Buste de Ferdinand d'Aragon, roi de Naples, grand-père de Béatrice

Béatrice vit ainsi dans la ville parthénopéenne pendant huit ans, confiée aux soins de sa vertueuse tante Ippolita Maria Sforza, une femme très cultivée, et grandit entre la résidence ducale de Castel Capuano, où elle vit avec son frère cadet et ses trois cousins, Ferdinand, Pierre et Isabelle, et la résidence royale de Castel Nuovo, où résident le roi et la reine de Naples. Le roi la considère de la même manière que sa propre fille Jeanne, à tel point que l'ambassadeur à Ferrare écrit en 1479 à la duchesse Éléonore que son père lui rendrait son fils, maintenant qu'il est plus grand, mais pas Béatrice, car « Sa Majesté voulait la marier et la garder pour elle-même ».

#### Fiançailles avec Ludovic Sforza
Les liens de parenté de Béatrice avec les principales maisons italiennes suscitent l'intérêt de celles-ci. Le duc de Bari, Ludovic Sforza, surnommé le More, qui est également, depuis 1480, régent du duché de Milan au nom de son neveu Jean Galéas, entame des négociations avec Hercule d'Este pour obtenir la main de sa fille aînée Isabelle, mais celle-ci est déjà promise à François, fils du marquis de Mantoue. Néanmoins, Hercule ne veut pas renoncer à la parenté avec le More, qui est à l'époque l’un des hommes les plus riches et les plus influents de la péninsule, c'est pourquoi il lui propose Béatrice qui, avec le consentement du roi de Naples, est immédiatement acceptée par le Milanais. Les fiançailles ont lieu à Naples le 30 avril de la même année. L’alliance allait s'avérer très utile au duché de Ferrare, constamment menacé par l'expansionnisme vénitien.

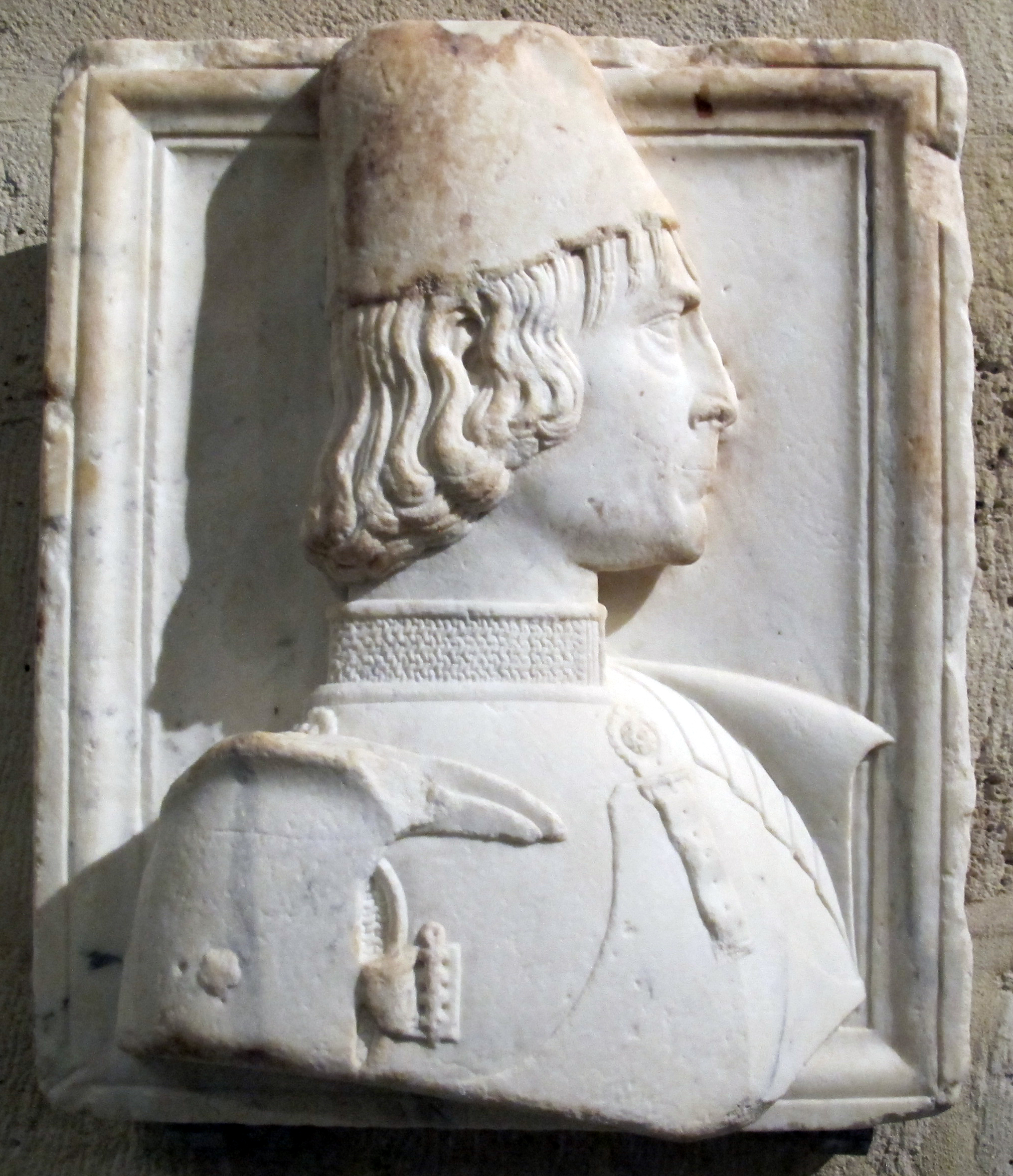
Hercule d'Este, père de Béatrice, dans une sculpture de Sperandio Savelli

#### Période ferraraise (1485-1490)
À la demande expresse de son fiancé, qui souhaite qu'elle soit éduquée dans une cour plus adaptée à son rôle, Béatrice retourne en 1485 à Ferrare, à l’âge de dix ans, malgré les vives protestations de son grand-père Ferdinand qui accepte à contrecœur, après des mois de négociations, de s'en séparer. Amer, ce dernier écrit en effet à sa fille Éléonore, juste après le départ de sa petite-fille : « Dieu sait combien a grandi l'amour singulier que nous lui portions pour ses vertus »[Quoi ?]. 

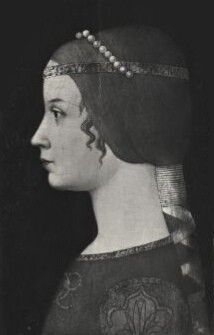
Béatrice à l'âge de dix ans sur un portrait de Cosmè Tura, 1485

Compte tenu de l'importance du mariage, les parents de la jeune fille tentent d’avancer celui-ci à 1488, mais Ludovic laisse entendre à son futur beau-père qu'il est trop occupé par les affaires de l'État et que sa fiancée est encore trop jeune. La date est fixée à mai 1490 et une dot de 40 000 ducats est arrangée. À partir de mai, cependant, Ludovic reporte à l’été, puis annule pour la énième fois, déconcertant le duc et la duchesse de Ferrare qui, à ce stade, commencent à douter de sa volonté réelle d'épouser Béatrice.
La raison de ce comportement est attribuée à la relation bien connue que Ludovic entretient avec la belle Cecilia Gallerani. Pour s’excuser des reports continuels, il envoie Francesco da Casate à Ferrare en août 1490 pour offrir en cadeau à sa promise un collier orné de grosses perles, d'une émeraude et d'une perle en forme de poire et organise le mariage pour le mois de janvier suivant.

### Vie à Milan (1491-1497)

#### Mariage
Le 29 décembre 1490, Béatrice quitte Ferrare accompagnée de sa mère, de son oncle Sigismond d'Este et d'un cortège de nobles et de demoiselles d'honneur, tandis que son jeune frère Alphonse la précède à bord d'un traîneau, puisque, en raison de l'hiver particulièrement rigoureux de cette année-là, le Pô est parfois gelé. Le 2 janvier 1491, le cortège arriva à Brescello, où il est rejoint par celui d'Isabelle d'Este qui vient de Mantoue. Le 5 janvier, Galeazzo Visconti arrive sur les lieux avec la flotte et dix-huit navires de transport et dix jours plus tard, ils débarquent au port fluvial de Pavie.

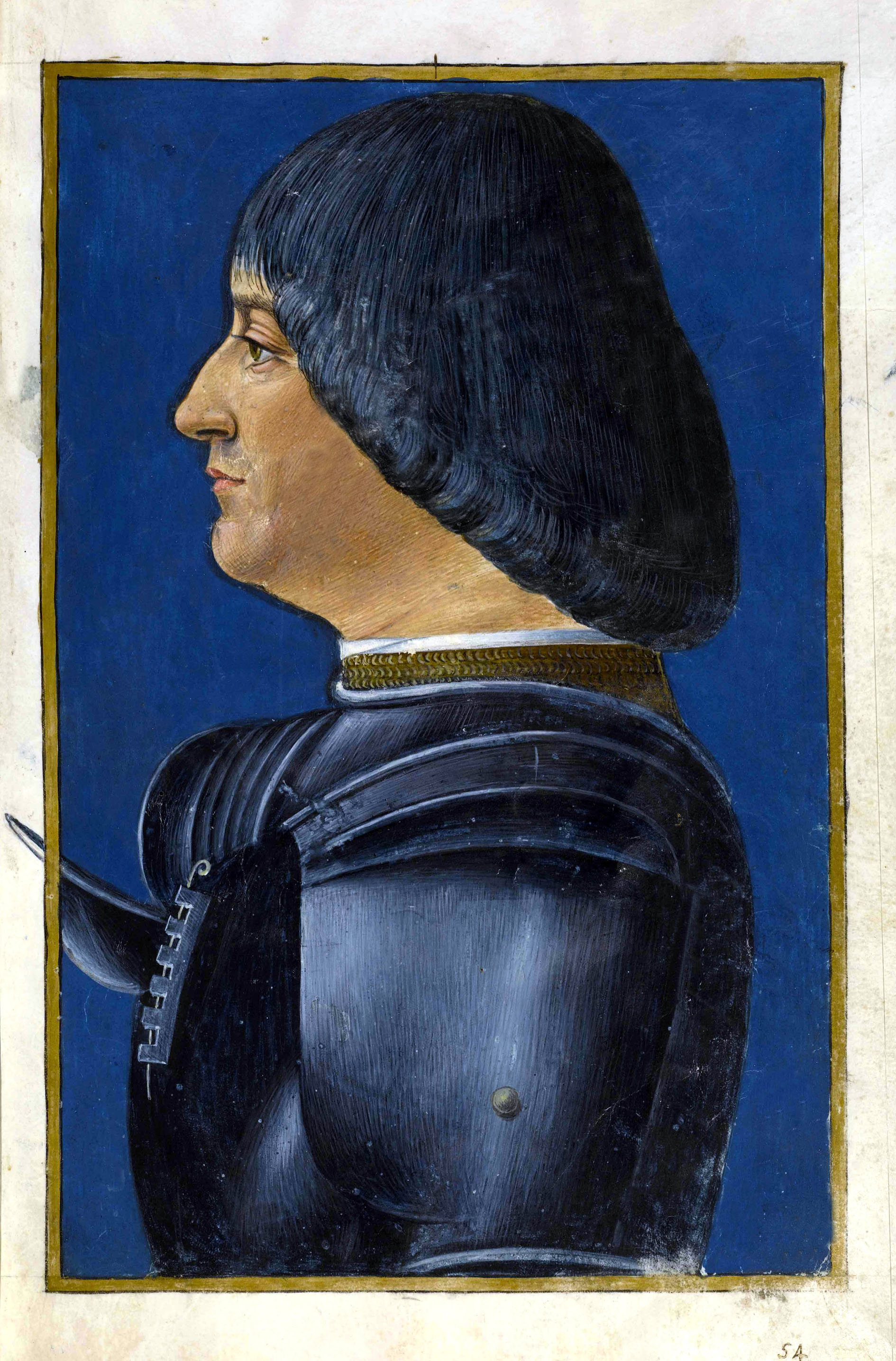
Portrait de Ludovico Sforza, de 1496

Ludovic accueille Béatrice et sa suite, puis le cortège traverse le pont couvert, arrivant finalement au château. Les noces ont donc lieu le 17 janvier dans la chapelle ducale du château. Ludovic a voulu que cela se produise à Pavie et non à Milan pour ne pas donner l’impression de vouloir éclipser son neveu Jean Galéas, duc légitime de Milan, qui a épousé Isabelle de Naples au Duomo quelques mois auparavant.
Le lendemain matin, il part pour Milan pour terminer les préparatifs des fêtes et de la réception solennelles. Le mariage a été déclaré immédiatement consommé, mais en vérité est resté secrètement blanc pendant plus d’un mois. En effet, Ludovic, par respect pour son épouse, ne veut pas la forcer, mais attend patiemment qu’elle soit disposée à s’accorder à lui spontanément. Les pressions constantes exercées par le duc Hercule pour que la consommation soit précipitée se sont révélées inutiles, et la situation s’est naturellement résolue peu de temps après.
Le cortège de Béatrice quitte Pavie trois jours plus tard et le 22 janvier elle est accueillie par Jean Galéas Sforza et Isabelle de Naples qui l’accompagnent pour un petit déjeuner au réfectoire de la basilique Saint-Eustorsique.
Le cortège entre dans la ville par la Porta Ticinese où il est accueilli par Ludovic, les nobles et les ambassadeurs. À l’occasion de la fête, les maisons et les ateliers de Milan sont ornés de guirlandes de fleurs, de bannières, de draperies et de tapisseries. Dans la Contrada degli Armorari, les armuriers milanais déploient deux longues rangées de cavaliers en armure complète en croupe à chevaux bardés qui, disposés de cette façon, semblent être vrais. Le 23 janvier, les noces entre Alphonse Ier d’Este et Anna Maria Sforza ont lieu dans la chapelle ducale, mais les festivités officielles ont lieu à Ferrare un mois plus tard.
Entre le 26 et le 28 janvier, un manège spectaculaire est ensuite organisé, auquel participent un grand nombre de personnalités distinguées, toutes vêtues de robes et d’armures aux brumes admirables ou extravagantes. Le vainqueur est Galeazzo Sanseverino, qui reçoit un drap d’or des mains de Béatrice. À la fin des festivités, ses proches repartent pour Ferrare.
À Milan, Béatrice rencontrent deux personnes qui lui sont particulièrement chères : le gendre de son mari, Galeazzo Sanseverino, son fidèle compagnon d’aventure, et Bianca Giovanna, fille illégitime de Ludovic et épouse de Galeazzo, alors âgée de neuf ans, que Béatrice a immédiatement chérit et veut à ses côtés à chaque occasion.

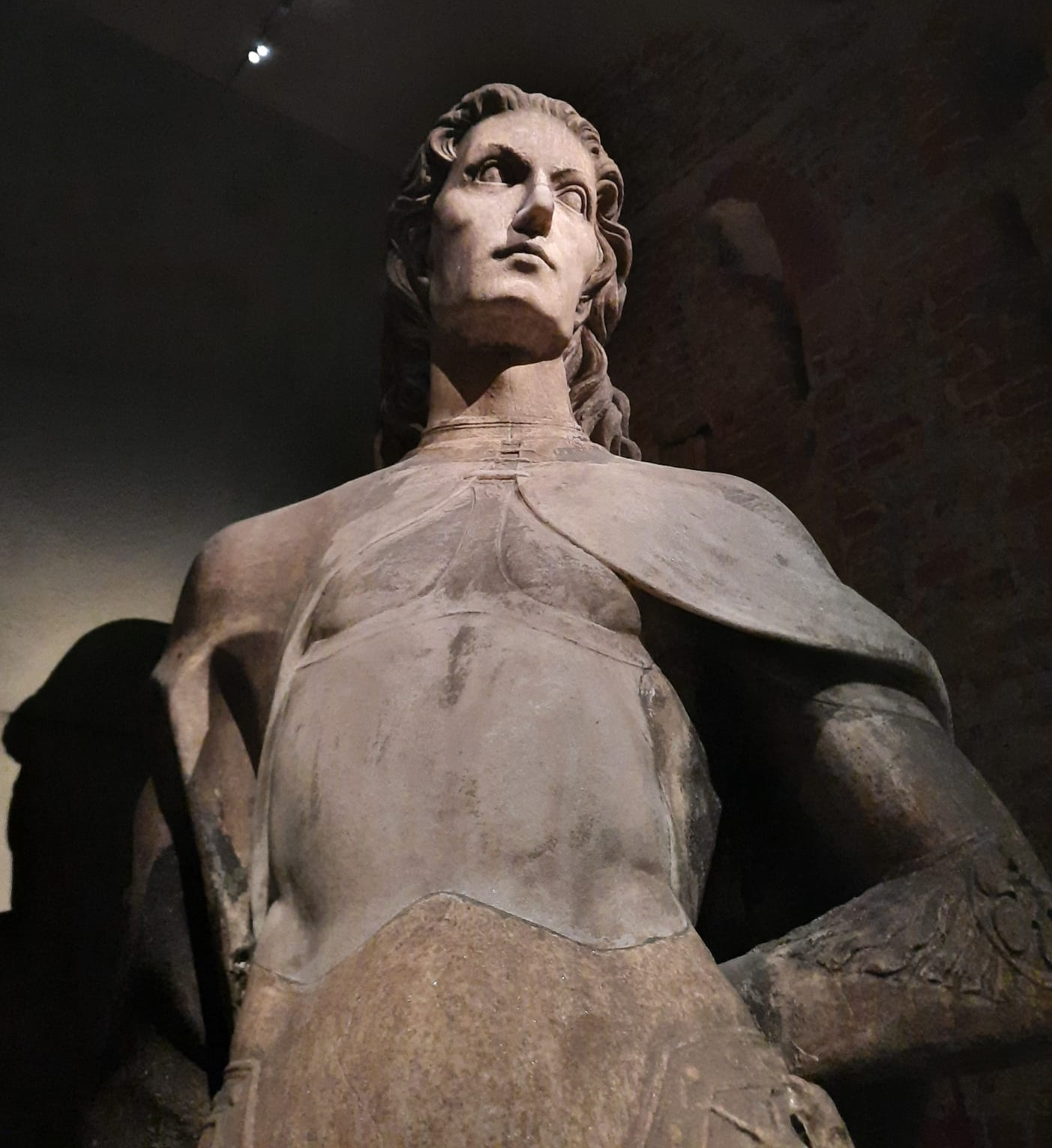
Portrait probable de Galeazzo Sanseverino, statue dans la collection du Grand Musée du Duomo de Milan.

#### Naissance d’Hercule Maximilien
Après une année insouciante passée parmi de nombreux divertissements, Béatrice tombe enceinte. Le 20 janvier 1493, Éléonore de Naples retourne à Milan pour aider sa fille pendant l’accouchement, emmenant avec elle de Ferrare la sage-femme familiale, Frasina. Le duc Hercule, en signe de joie, donne à sa fille « deux beaux diamants » d’une valeur de 18 000 ducats et un beau berceau doré. Le 23 janvier, à quatre heures de l’après-midi, Béatrice donne naissance à Hercule Maximilien, baptisé d’après le nom de son père Hercule, à qui elle a toujours voué un amour inconditionnel, puis Maximilien en l’honneur de l’empereur.
| |  |  |
| Fils de Béatrice : à gauche, le premier-né Hercule Maximilien, à droite, le deuxième-né Francesco. |  |  |

La principale préoccupation de Béatrice est dès lors d’assurer à son fils la succession au duché de Milan, qui appartient cependant légitimement au fils de sa cousine Isabelle ; c’est pourquoi elle persuade son mari de nommer le petit Maximilien comte de Pavie, titre appartenant exclusivement à l’héritier du duché. Isabelle, comprenant les intentions des époux, écrit à son père Alphonse une demande d’aide sincère. Le roi Ferdinand de Naples, cependant, n’a pas l’intention de déclencher une guerre, au contraire il déclare qu’il aime les deux petites-filles de la même manière et les invite à la prudence, de sorte que la situation reste stable de son vivant.

#### Mission diplomatique à Venise
En mai 1493, Ludovic décide d’envoyer sa femme comme ambassadrice à Venise, afin d’obtenir le soutien de la Sérénissime pour sa légitimité en tant que duc de Milan. Il vise ainsi à tester les intentions de la République, tout en concluant les accords avec l’empereur Maximilien de Habsbourg et en lui accordant en mariage sa nièce Bianca Maria Sforza, accompagnée d’une fabuleuse dot de 300 000 ducats d’or, plus 40 000 en bijoux et 100 000 autres pour l’investiture ducale. Béatrice exploite son charme, son intelligence et le faste de sa cour pour impressionner les Vénitiens.

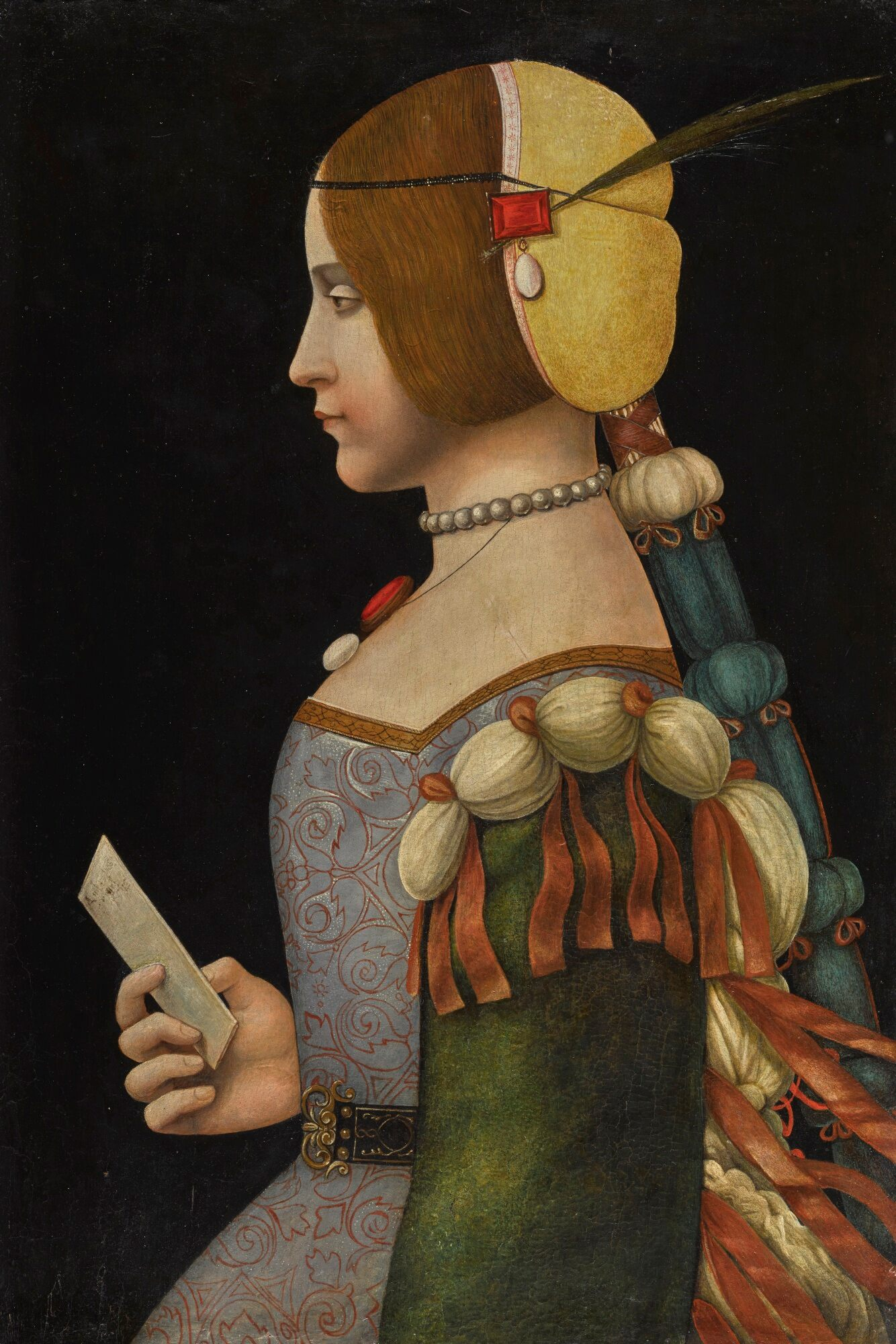
The Rothschild Lady attribué à Bernardino de' Conti. Identifié comme portrait de Béatrice. Fin du XVe siècle.

Le couple passe d’abord par Ferrare, où il est accueilli de manière festive par le duc et la duchesse. Isabelle d'Este, afin de ne pas être confrontée à sa sœur, quitte Ferrare avant leur arrivée pour se rendre à Venise à l’avance. Le 25 mai, Béatrice part à Venise accompagnée de sa mère, de son frère Alphonse avec son épouse Anna Maria, et de divers secrétaires et conseillers, suivis de plus de 1 200 personnes. Il naviguent d’abord le long du Pô, puis sur une mer dangereusement agitée qui suscite de nombreuses craintes parmi les personnes présentes, mais pas chez Béatrice, qui s’amuse des peurs de la compagnie.
Le matin du 27 mai, la flotte atteint le fort de Malamocco, où elle est accueillie par une délégation de vingt-quatre patriciens. Béatrice aborde ensuite l'île de San Clemente, où se trouve le doge lui-même. Celui-ci l’invite à monter à bord du Bucintoro, qui se dirige vers le Grand Canal suivi de deux trirèmes richement décorées et de dizaines d’autres petits navires. Pendant le voyage, Béatrice assiste à la représentation sur une barge de la querelle entre Minerve et Neptune qui a conduit à la fondation d’Athènes.
Ce soir-là, la duchesse et les membres les plus favorisés de sa suite séjournent au Fondaco dei Turchi, propriété des Este. Dans les jours qui suivent, elle est invitée à un somptueux petit-déjeuner au Palazzo Ducale, visite l'Arsenal, l’île de Murano, la basilique Saint-Marc et le Trésor.

Cette visite démontre à la fois à quel point Béatrice se réjouit d’être admirée et son éloquence. Dans une de ses lettres à son mari, elle raconte en effet comment, en se promenant sur la place Saint-Marc, certains, sous prétexte d’admirer son rubis, se sont trop attardés sur son décolleté et comment elle a réagi : « J'avais un collier de perles autour du cou et un rubis sur ma poitrine [...] et il y avait ceux qui mettaient presque leurs yeux au-dessus de ma poitrine pour le regarder et voyant tellement d'anxiété je lui ai dit qu'il fallait rentrer chez lui je l'aurais volontiers montré ».

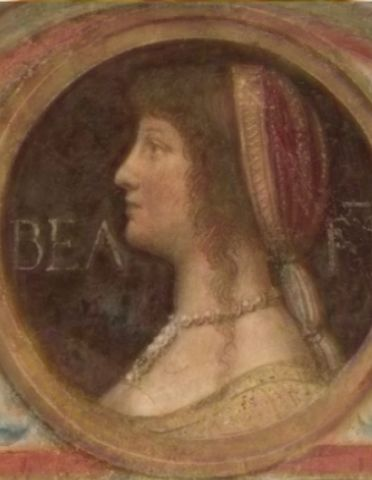
Lunette de Béatrice d’Este au Palazzo degli Atellani à Milan, début du XVIe siècle, œuvre peut-être de Bernardino Luini.

On ne s’attend pas à ce qu’elle prononce un discours mais, invitée à la réunion du Grand Conseil, elle demande hardiment la parole. L’ayant obtenue, elle présente un mémoire et une lettre de son mari, annonçant l’intention de Charles VIII de faire une expédition contre le royaume de Naples, et demande en son nom le soutien de la Sérénissime dans l’investiture du duché. Les Vénitiens répondent que ce qui est rapporté est très grave et se limitent à de vagues assurances. La mission partait cependant déjà avec peu d’espoir de succès, car dès le départ, la république de Venise n’avait pas l’intention de soutenir l’investiture de Ludovic.

### Première invasion française (1494-1495)
Le 25 janvier 1494, le vieux roi Ferdinand, qui présage déjà le déclenchement d’une guerre qu’il a tenté de toutes ses forces d’éviter, meurt. Une fois monté sur le trône de Naples, son fils Alphonse II n’hésite pas à se précipiter à l’aide de sa fille Isabelle, déclarant la guerre à son beau-frère Ludovic et occupant, comme premier signe d’hostilité, la ville de Bari. Ludovic répond aux menaces en laissant le feu vert au roi Charles VIII pour descendre en Italie afin de conquérir le royaume de Naples, qu'il considère comme sa propriété de droit, après avoir été enlevé par les Aragonais aux Anjou.

#### Réceptions galantes
Le 23 juillet 1494, elle accueille donc à Milan le duc Louis d’Orléans, cousin du roi de France, qui arrive en Italie avec les avant-gardes de l’armée française, puis, le 11 septembre de la même année, se rend à Asti pour rencontrer Charles VIII lui-même. Les deux sont accueillis avec de grandes manifestations et des fêtes, et tous deux prétendent, selon la coutume française, embrasser la duchesse et toutes les belles demoiselles d’honneur de sa suite sur la bouche.
Cette coutume de "baiser et toucher" les femmes des autres suscite d'abord un certain agacement chez les Italiens, qui ne s'y sont jamais habitués de leur plein gré. D'ailleurs, comme le dit aussi Baldassare Castiglione des années plus tard, Louis d'Orléans regarde un peu trop malicieusement les femmes, « qu'il est dit aimer beaucoup ». Néanmoins, Béatrice, par l'intermédiaire de l'ambassadeur Capilupi, invite également sa sœur à venir embrasser le comte Gilbert de Montpensier et d'autres invités.

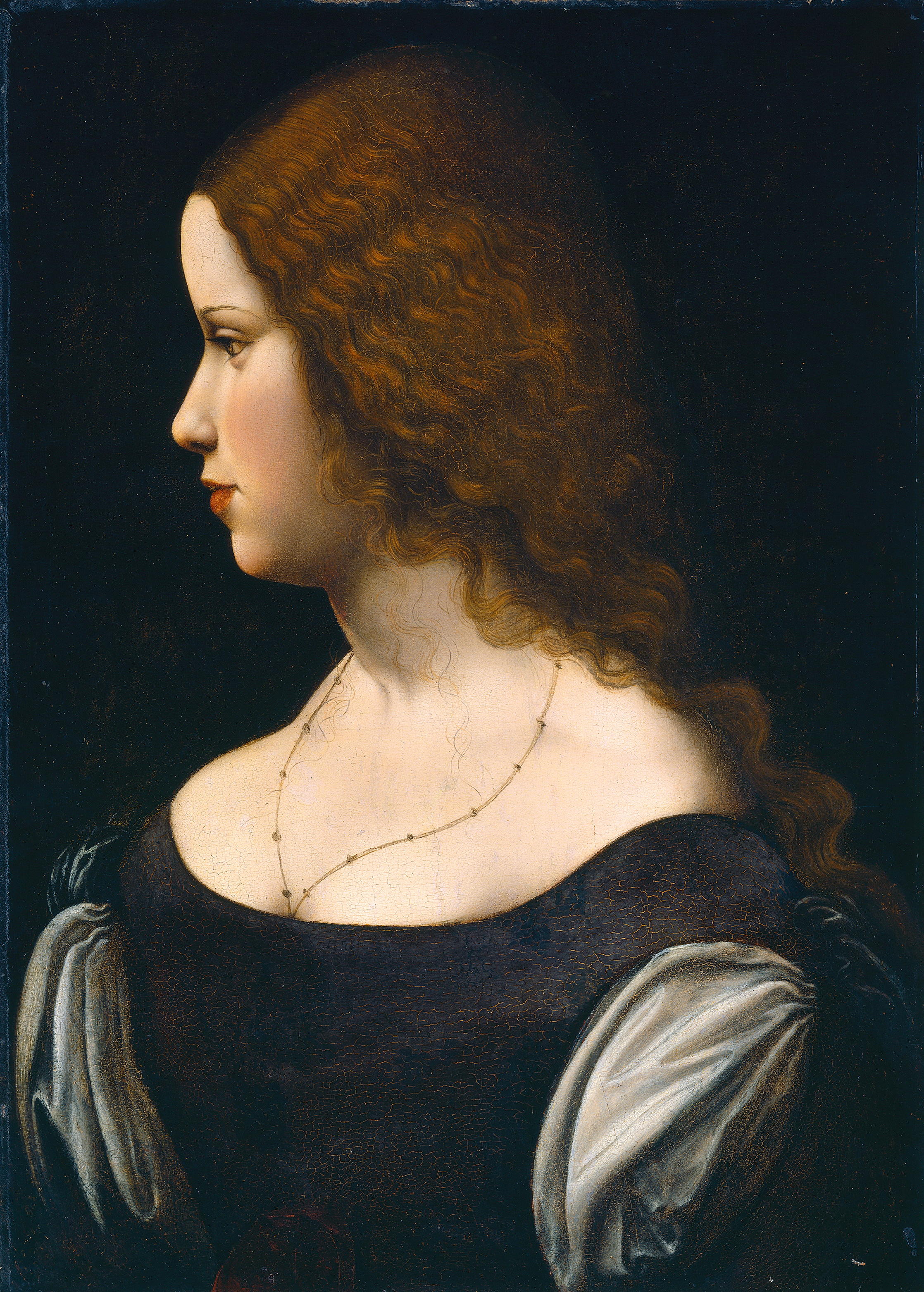
Portrait d’une jeune femme, XVe siècle, cercle de Léonard de Vinci. Identifié comme un portrait de Béatrice d’Este

Le roi Charles, en particulier, est très fasciné par elle: il veut la voir danser et demanda un portrait d'elle, se chargeant personnellement de se procurer le peintre (Jean Perréal) et une vingtaine de vêtements pour voir lequel est le mieux porté par Béatrice, qui est « plus belle que jamais". Les relations entre la duchesse et Louis d'Orléans sont également extrêmement galantes au début, et les deux échangeent fréquemment des cadeaux avec des cartes affectueuses.
Ludovic n'est pas jaloux de ces relations : différent est le cas du beau baron de Beauvau, très aimé des femmes, qui montre un «empressemens» excessif envers Béatrice. Selon certains historiens, c'est pour cette raison que Ludovic, offensé par l'assiduité du chevalier, profite d'une maladie du roi Charles pour retirer sa femme d'Asti, qui en fait se retire à Annone, tandis qu'il continue seul à se rendre chaque jour à Asti. Un Beauvau a effectivement participé à l’entreprise de Naples, mais son identité n’est pas claire : actuellement est plus plausible l’identification avec Bertrand de Beauvau, fils d’Antoine (fils à son tour de Bertrand) et comte de Policastro. Considéré comme un combattant «vaillant et audacieux», il meurt au combat à Naples en 1495.

« La Princesse à ses yeux [de Charles] avoit paru fort aimable, il lui donna le bal; Ludovic n'en fut pas si inquiet que des empressemens du Sire de Beauveau au près de la Princesse sa femme: Beauvau étoit le Seigneur de la Cour de Charles VIII, le plus propre à se faire aimer promptement des Dames; il eut la hardiesse de vouloir plaire à la Princesse. Ludovic qui s'en apperçut, voyant que les François étoient assez audacieux pour attaquer la gloire d'un Prince, qui quoiqu'il n'eût pas la qualité de Souverain; en avoit toute l'autorité, prit congé du Roy, & se retira dans un Château à une lieue d'Ast, où le Conseil du Roy alloir le trouver tous les jours. »

— Pierre de Lesconvel, Anecdotes secretes des règnes de Charles VIII et de Louis XII.

#### Investiture ducale
Bientôt, réalisant que ses projets ne se sont pas déroulés comme prévu, Ludovic abandonne l’alliance avec les Français et rallie la Ligue Sainte, expressément formée entre les différentes puissances italiennes pour chasser les étrangers de la péninsule. Entre-temps, le 21 octobre 1494, meurt le duc légitime Jean Galéas et Ludovic obtient par acclamation du sénat que le titre ducal lui revienne, ainsi qu’à ses descendants légitimes, pour passer dans la succession avant le fils que Jean Galéas laisse derrière lui. L’investiture officielle de l’empereur n'arrive toutefois que le 26 mai 1495.
Béatrice, alors enceinte, accouche le 4 février 1495 de Francesco, baptisé par sa tante Isabella d’Este sous quinze noms, mais alors simplement appelé Francesco.

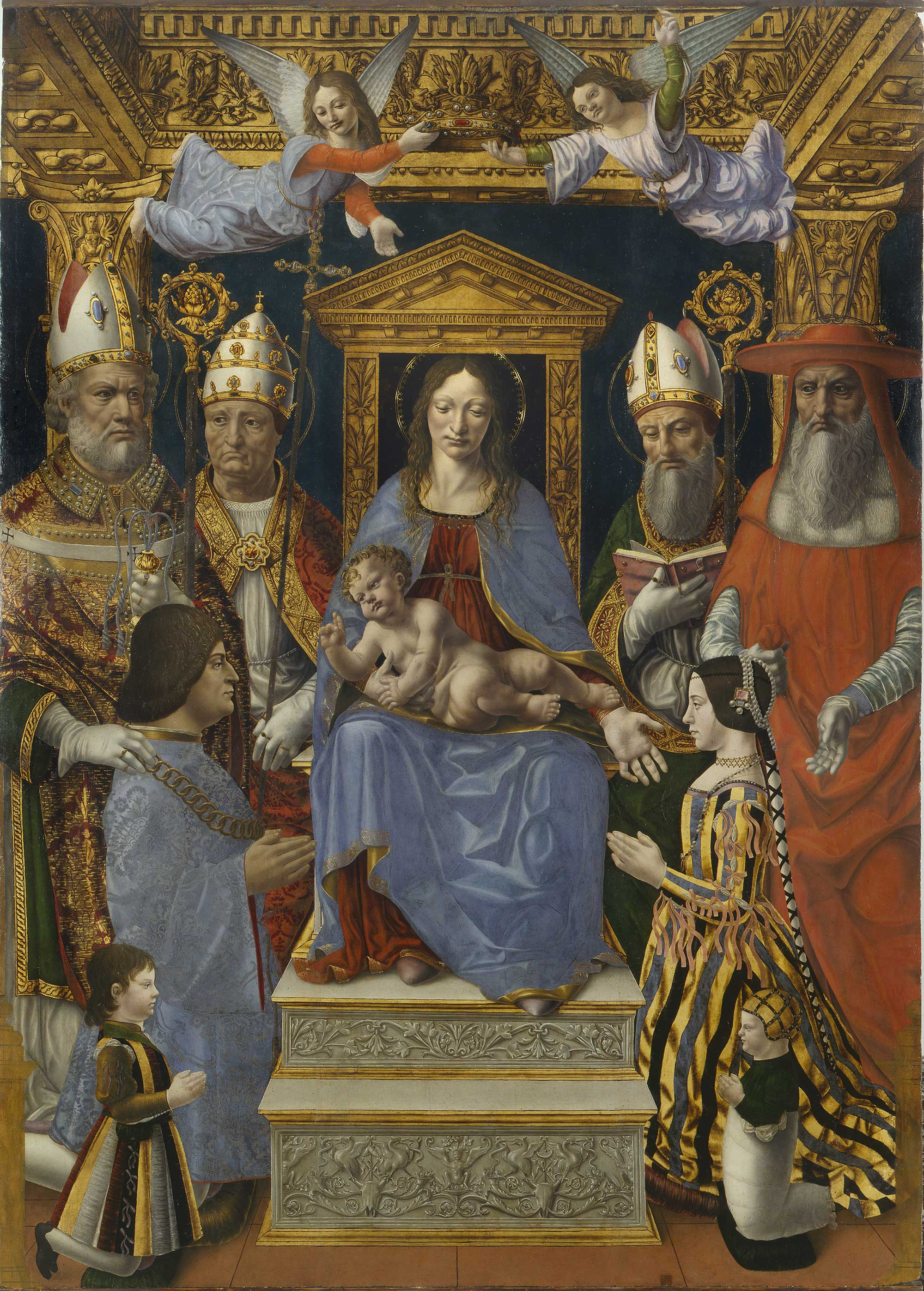
Le Pala Sforzesca, vers 1494, par un auteur inconnu: à gauche, Ludovic avec son fils César ; à droite, Béatrice avec son fils Maximilien.

#### Siège de Novara
Quelques semaines plus tard, le 11 juin, Louis d’Orléans, contrevenant aux ordres du roi Charles VIII qui se trouve encore dans le royaume de Naples, occupe avec ses troupes la ville de Novara et se rend jusqu’à Vigevano, menaçant concrètement d’attaquer Milan avec l’intention d’usurper le duché, qu’il considère comme lui revenant de droit puisqu'il est le descendant de Valentine Visconti.
Ludovic envisage de s’enfermer avec sa femme et ses enfants dans la Rocca del Castello de Milan mais, ne s'y sentant pas assez en sécurité, il envisage d'abandonner le duché pour se réfugier en Espagne. Seule l’opposition farouche de sa femme et de certains membres du conseil, comme l’écrit Bernardino Corio, le convainc de renoncer à cette idée.

« Lodovico [...] si découragé qu’il s’est divisé pour être hospitalisé à Arragona, et là il a tranquillement terminé ses jours dans un état privé. Mais Béatrice d’Este, en tant que femme d’âme forte et vaillante, l’a poursuivi et lui a fait penser une fois à lui comme souverain. »

— Carlo Morbio, storia di Novara dalla dominazione de' Farnesi sino all'età nostra contemporanea.
Cependant, en raison des lourdes dépenses engagées pour l’investiture, l’État est au bord de l’effondrement financier et il n’y a pas d’argent pour maintenir l’armée; un soulèvement populaire est redouté. Commynes écrit que, si le duc d'Orléans n'avait avancé que de cent pas, l'armée milanaise aurait repassé le Tessin et il aurait réussi à entrer dans Milan, puisque quelques nobles citoyens s'étaient offerts à l'introduire. Ludovic ne résiste pas à la tension et est frappé, semble-t-il, par un accident vasculaire cérébral qui le laisse paralysé pendant une courte période. « Le duc de Milan a perdu ses sentiments », écrit Malipiero, « il s'abandonne à lui-même ». Béatrice se retrouve donc seule face à la situation difficile de la guerre. Cependant, elle réussit à s’assurer le soutien et la loyauté des nobles milanais. C’est alors que son mari la nomme officiellement gouverneur de Milan avec son frère Alphonse, qui vient bientôt à leur secours. Ce dernier, cependant, tombe bientôt malade de la syphilis, et il est également dit que le duc Hercule ne veut pas la récupération de Novare, étant de connivence avec les Français et avec les Florentins en soutenant secrètement les Orléans, et que Fracasso, chef de l’armée des Sforza, joue un double jeu avec le roi de France.

« Loys duc d'Orleans [...] en peu de jours mist en point une assez belle armée, avecques la quelle il entra dedans Noarre et icelle print, et en peu de jours pareillement eut le chasteau, laquelle chose donna grant peur à Ludovic Sforce et peu près que desespoir à son affaire, s'il n'eust esté reconforté par Beatrix sa femme [...] O peu de gloire d'un prince, à qui la vertuz d'une femme convient luy donner couraige et faire guerre, à la salvacion de dominer! »

— Cronaca di Genova scritta in francese da Alessandro Salvago 

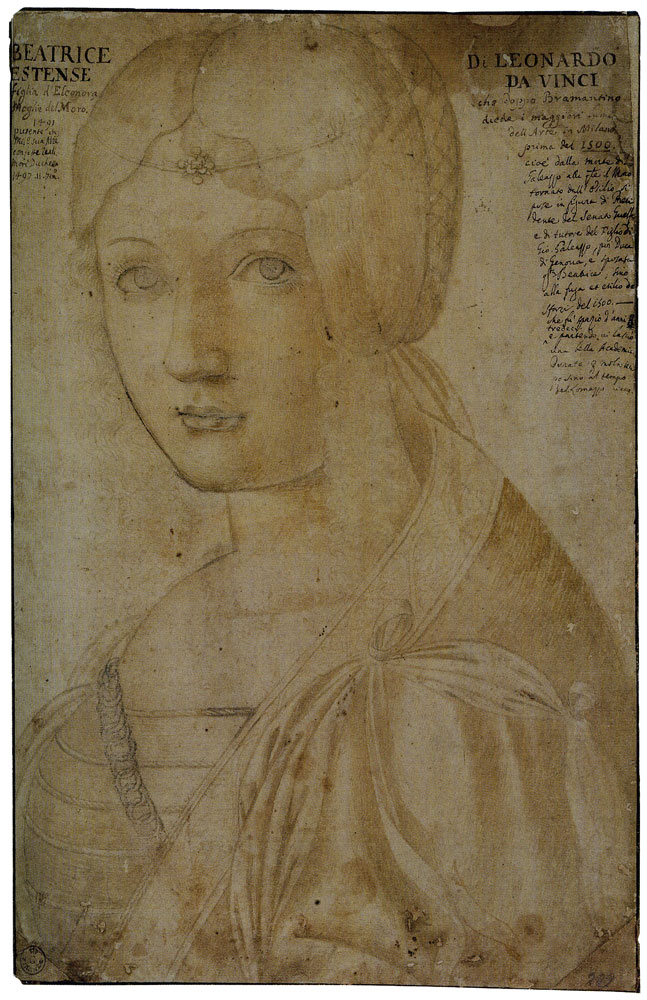
Portrait de Béatrice d’Este, cercle de Leonard de Vinci, n. 209, galerie des Offices, Florence.

Béatrice décide donc, le 27 juin, de se rendre seule au camp militaire de Vigevano pour superviser l’ordre et animer les capitaines contre les Français, malgré le fait que le duc d'Orléans faisait des raids dans cette région toute la journée, alors que son mari reste à Milan. À cette occasion elle démontre  – un peu comme ses proches masculins – une inclination considérable à la guerre. Plus que la parenté avec son père, dont elle demande l'aide en vain, l'alliance avec Venise s'avère fructueuse, la ville envoyant Bernardo Contarini, administrateur des estradiot, à la rescousse, avec qui Béatrice s'est liée d'amitié. Le premier juillet, des têtes coupées de Français furent apportées à elle par les stratioti, et elle les récompense d'un ducat pour chacune.

L'opinion de Guicciardini est que si Louis d’Orléans avait tenté l'assaut immédiatement, il aurait pris Milan puisque la défense était incohérente, mais la démonstration de force de Béatrice a réussi à le confondre en lui faisant croire que les défenses milanaises étaient supérieures à la réalité. Le duc n'ose donc pas tenter sa chance et se retire à Novare. L'hésitation lui est fatale, car elle permet à l'armée milanaise de se réorganiser et de l'encercler, l'obligeant ainsi à un siège long et épuisant qui décime ses hommes à cause de la famine et des épidémies, siège dont il sort finalement vaincu quelques mois plus tard sur l'ordre du roi Charles qui retourne en France,.

« Béatrice d’Este réussit à expulser de Novare le duc d’Orléans, qui s’en était emparé, menaçant directement Milan sur lequel elle se vantait de droits de possession. La paix est signée, et Charles rentre en France, sans avoir tiré de fruits sérieux de son entreprise. Lodovico Sforza s’est réjoui de ce résultat. Mais ce fut une brève jubilae à lui. »

— Francesco Giarelli, Storia di Piacenza dalle origini ai nostri giorni
Après ces événements, Ludovic ne se sépare jamais de sa femme, mais la conduit à nouveau au camp militaire de Novara pendant le siège. Lors de leur visite, un exploit mémorable de l’armée a eu lieu, pour le plaisir de la duchesse qui apprécie beaucoup les faits d’armes. La présence de Béatrice n’a pas dû faire grand-chose au marquis de Mantoue son beau-frère, alors capitaine général de la Ligue, car celui-ci, à un moment donné, invite peu gentiment le Maure à enfermer sa femme « dans les coffres ».
Comme les Allemands veulent se « venger cruellement » des Italiens, Ludovic supplie François de sauver Béatrice, craignant qu’elle ne soit violée ou tuée. Le marquis "avec une âme intrépide" chevauche parmi les Allemands et non sans grand effort réussit à négocier la paix. «Comprenant le succès, Ludovic est devenu l’homme le plus heureux du monde, lui semblant avoir récupéré l’État et sa vie, et avec l’honneur sa femme, pour la sécurité de laquelle il craignait plus que pour tout le reste».

Béatrice participe personnellement au conseil de guerre ainsi qu’aux négociations de paix, car elle a également participé à toutes les réunions tenues précédemment avec les Français, qui ne manquent pas de se montrer stupéfaits de la voir collaborer activement aux côtés de son mari.
"Certainement, la place des femmes n'est pas dans les camps. La virago n'a pas cours: on ne se bat pas contre une femme, on ne la fait pas prisonnière. Béatrice d'Este entraîne crânement Ludovic le More au camp en face des Français, et là, en lui montrant une armée frémissante, parmi les vivats, à cette heure solennelle qui s'appelle la veille d'une bataille, c'est elle qui fait battre le faible cœur de son mari." (René de Maulde La Clavière, Les femmes de la Renaissance).
D’ailleurs, Ludovic fait déjà preuve de ses intentions de faire d’elle la gouverneure unique de l’État, et, en 1494, il lui donne de très nombreux fiefs, dont le parc et le château de Pavie et même le très apprécié Sforzesca, l’exploitation agricole que Ludovic a créée des années auparavant sur le territoire de Vigevano.

### Dernière année et décès
À l’été 1496, Béatrice et le More rencontrent Maximilien Ier à Malles. L’empereur est particulièrement aimable à l'égard de la duchesse, allant jusqu'à lui couper personnellement les mets dans son plat, et voulant qu'elle s'assoie entre lui et le duc. Sanudo note alors qu'"a contemplation di la duchessa de Milano", c'est-à-dire par sa volonté, ou plutôt par le désir de la revoir, Maximilien passe "cette montagne si dure" et de manière tout à fait informelle, sans aucun pompe, vient à Côme, puis séjourne quelque temps à Vigevano en relations strictement amicales avec le duc et la duchesse. Il l'admire probablement pour ses talents de chasseur et son caractère tenace, mais sa visite a aussi un but politique.
Ces derniers mois, cependant, les relations entre les deux époux s’est considérablement altérées en raison de la liaison adultère que Ludovic entretient avec Lucrezia Crivelli, dame d’honneur de sa femme. Malgré les mauvaises humeurs, Béatrice est enceinte pour la troisième fois, mais la grossesse est compliquée à la fois par les regrets causés par la découverte que Lucrezia attend elle aussi un enfant de Ludovic, ce qui l'humilie profondément, et par la mort prématurée et tragique de Bianca Giovanna, fille illégitime de Ludovic et son amie très proche depuis son arrivée à Milan. L’accouchement a finalement lieu dans la nuit du 2 au 3 janvier 1497, mais ni la mère ni le fils ne survivent.

#### La douleur du Maure
Ludovic en devient fou de douleur et pendant deux semaines il reste enfermé dans l’obscurité dans ses appartements, après quoi il se rase la tête et se laisse pousser la barbe, ne portant à partir de ce moment-là que des vêtements noirs avec une cape en lambeaux de mendiant. Sa seule préoccupation devient l’embellissement du mausolée familial et l’État, négligé, tombe en ruine, à un moment où le duc d’Orléans, poussé par une haine féroce, menace une seconde expédition contre Milan,.

La même nuit, il annonce le trépas de sa femme au marquis de Mantoue François II, époux de sa belle-sœur Isabelle :

« Notre illustre épouse, depuis que les douleurs du travail lui sont arrivées cette nuit à deux heures, a donné naissance à un enfant mâle mort à cinq heures, et à six heures et demie, elle a rendu l’esprit à Dieu, dont nous nous trouvons dans tant d’amertume et de chagrin dans le deuil amer et immature. combien il est possible de ressentir, et à tel point que plus nous aurions été reconnaissants de mourir en premier et de ne pas nous voir manquer de ce qui était la chose la plus chère que nous ayons eue dans ce monde ». »

Il dit à l’ambassadeur ferrarais qu'« il n'a jamais pensé qu'il pourrait jamais tolérer une perte aussi amère », et qu'il l'a fait convoquer pour signaler au duc Hercule que s'il la offensé « comme il savait qu'il l'avait fait, il demande pardon à Votre Excellence et à elle, se trouvant mécontent jusqu'à l'âme, puisque, dans chaque prière, il avait toujours prié notre Seigneur Dieu qu'elle parte après lui, comme celui en qui il avait assumé tout son repos, et puisque Dieu ne l'aimait pas, il le priait et le priait toujours continuellement, afin que s'il est jamais possible à un vivant de voir un mort, Il lui accorde la grâce de la voir et de lui parler une dernière fois, comme celui qu'il aimait plus que lui-même ».
Marino Sanuto écrit que « le duc ne pouvait supporter la mort pour le grand amour qu'elle lui apportait, et disait qu'il ne voulait plus s'occuper ni de ses enfants, ni de l'État, ni des choses du monde, et voulait juste vivre [...] et depuis lors, ce duc commença à ressentir de grands ennuis, alors qu’auparavant il avait toujours vécu heureux ».
L’empereur Maximilien, en consolant le More, écrivit que « rien de plus lourd ou de plus ennuyeux ne pouvait nous arriver en ce moment, que d’être si soudainement privé d’un lien entre les autres princesses qui nous sont chères, après le début une familiarité plus abondante de ses vertus, et que vous en vérité, qui êtes d’abord aimés par nous, ont été privés non seulement d’une douce épouse, mais d’un allié de votre principauté, du soulagement de vos problèmes et de vos occupations. [...] Votre épouse la plus heureuse ne manquait pas de vertu, de chance, de corps ou d’âme qui pourrait être désiré par n’importe qui; aucune dignité, aucun mérite qui pourrait être ajouté.
En 1499, Louis d’Orléans revient une deuxième fois pour reconquérir le duché de Milan et, Béatrice ne faisant plus face à lui, se joue facilement du More, qui, après une évasion et un bref retour, termine ses jours prisonniers en France.

« Lodovico, qui avait l’habitude de puiser toute sa vigueur dans l’esprit des conseils providentieux et forts de sa femme Béatrice d’Este, ayant été enlevée par la mort quelques années plus tôt, se retrouva isolé et dépourvu d’audace et de courage à tel point qu’il ne voyait pas d’autre échappatoire contre la fière procella qui le menaçait que de fuir. Et c’est ce qu’il a fait. »

— Raffaele Altavilla, Breve compendio di storia Lombarda
Ludovico Antonio Muratori dans ses Antiquités des Este (Antichità Estensi), évoque la possibilité que Béatrice ait été empoisonnée:

« Une autre [rumeur] ajoute, ayant été Béatrice empoisonnée par Francesca dal Verme à la demande de Galeazzo Sanseverino, bien que Francesca l'ait propagée après quelques années en mourant. La raison de cela n'est pas précisée, car on peut seulement constater que Corio était mort peu de temps auparavant, bâtard de Bianca de ce duc Lodovico et épouse du susmentionné Galeazzo. Mais à cause de ces faits les rumeurs du vulgaire entrent facilement, je ne suis garant d'aucune de ces nouvelles secrètes. »

— Ludovico Muratori, Antichità Estensi
Le passage, quelque peu vague, a reçu différentes interprétations au fil du temps. Selon certains historiens, Muratori voulait laisser entendre que Béatrice avait empoisonné Bianca Giovanna pour se venger de Galeazzo, qui offrait son palais aux rencontres secrètes entre Ludovico et Lucrèce Crivelli, et que Galeazzo s’était donc vengé de la même manière. En vérité, Béatrice traitait Bianca Giovanna comme une sœur et n'aurait jamais pu souhaiter sa mort. Plus probablement, Muratori voulait souligner que si les deux jeunes femmes mouraient subitement en si peu de temps, il est évident que quelqu’un devait vouloir le mal du Maure. De même, il semble tiré par les cheveux que Galeazzo ait été responsable des deux morts, car il fit preuve d’une grande douleur pour les deux, et n’aurait eu aucune raison de provoquer, avec la ruine de ses bienfaiteurs, tout autant la sienne. Cependant, cette mystérieuse Francesca dal Verme ne serait que la fille illégitime du comte Pierre du Ver, homme qui se serait dit empoisonné par sa propre épouse Chiara Sforza à la demande du Maure, qui en acquit les biens au détriment des enfants du comte. En effet, il convient de noter que Bianca Giovanna, jusqu’alors en bonne santé, commença à accuser des malaises immédiatement après s’être rendue dans les comtés de Bobbio et de Voghera, où vivait probablement encore Francesca.

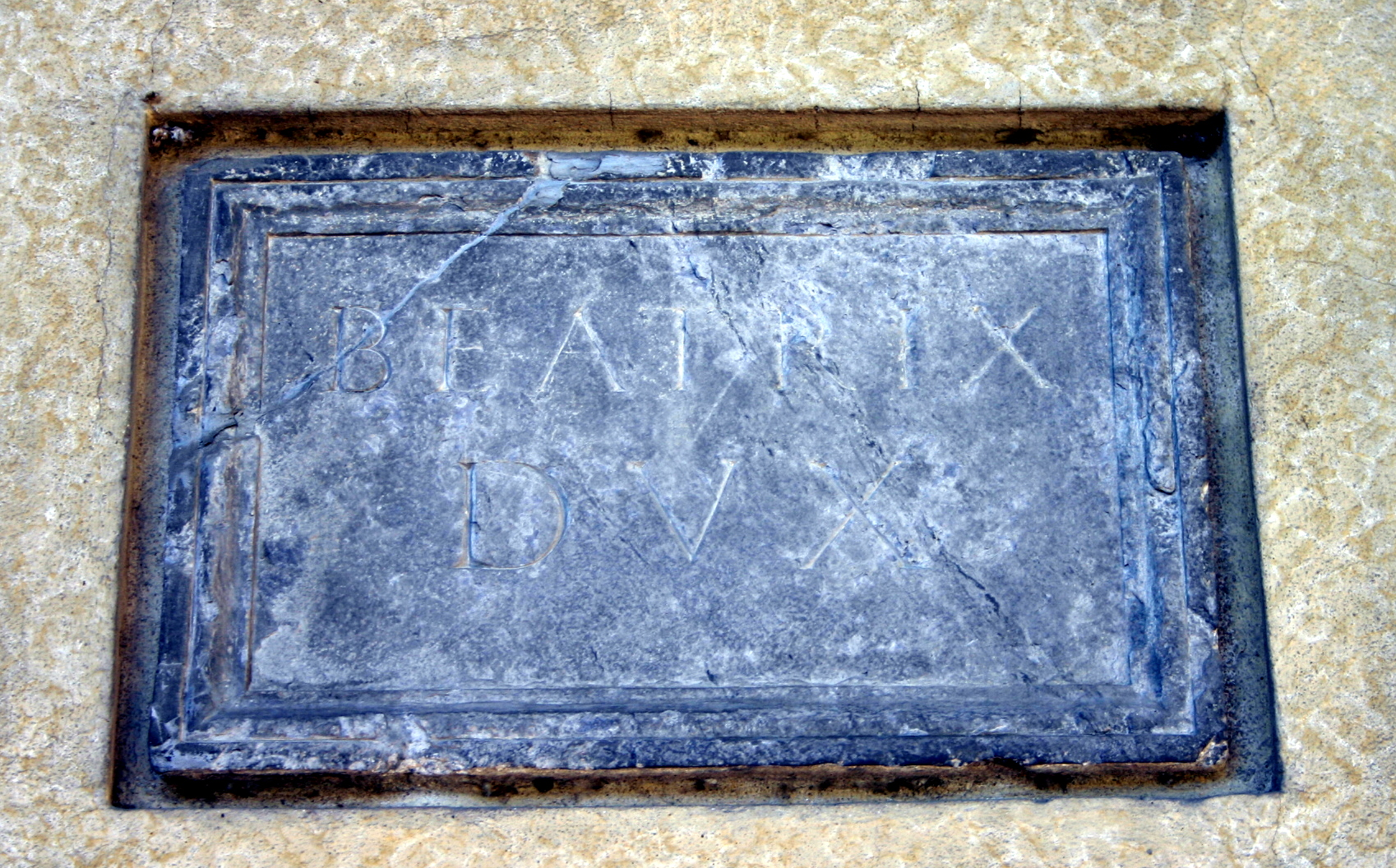
Pierre tombale avec le nom de Béatrice dans le cloître de Santa Maria delle Grazie.

#### Enterrement
Après des funérailles impressionnantes, au cours desquelles Ludovic l'épouse à nouveau comme si elle était vivante, Béatrice est enterrée dans le chœur de l’église Santa Maria delle Grazie à Milan. Le duc commande à Cristoforo Solari un monument funéraire pour lui-même et sa femme, avec leurs deux figures couchées sculptées dans le marbre, mais celui-ci, à cause de la conquête française du duché, reste inachevé. En vertu des dispositions du Concile de Trente sur les sépultures (1564), le monument est démantelé et la plupart de ses éléments furent dispersés. Seul le couvercle avec les statues funéraires, par la pitié de quelques moines, fut sauvé, et acheté pour la maigre somme de 38 écus et transféré vide à la Certosa di Pavia, où il se trouve encore aujourd’hui.
Le corps de Béatrice est déposé au fond du chœur, sous la même pierre qui abritait ses beaux-enfants Leone Sforza et Bianca, à l’endroit où l’on continue traditionnellement à encenser le jour de la commémoration des défunts. Ludovic meurt en captivité à Loches, en France, et on croit qu’il est encore enterré.

## Aspect et personnalité

### Aspect physique
Les portraits qu’elle nous reste et les descriptions de ceux nous donnent l’image d’une jeune femme galbée, agréable, avec un petit nez légèrement retroussé, les joues pleines typiques des Aragonais, le menton court et rond, les yeux foncés et les cheveux bruns longs jusqu’à la taille qu’elle gardait toujours enveloppés dans une coazzon, avec quelques mèches laissées tomber sur ses joues, costume qu’elle avait déjà pris pendant son enfance à Naples par la volonté de Ferdinand, qui la faisait s’habiller à la manière castillane.
Le Muralto la présente comme «d'un jeune âge, belle et aux cheveux couleur de corbeau». Nous savons qu’elle était de petite taille et qu’elle portait donc des talons pour réduire la différence de hauteur avec son mari. Au musée international de la chaussure de Vigevano se trouve d’ailleurs un plan d’étage datant de la fin du XVe siècle attribué précisément à la duchesse, qui, compte tenu de sa taille, devait mesurer 34 à 35 pieds.
| |  |  |
| Buste de Béatrice à l'âge d'une quinzaine d'années, par Giovanni Cristoforo Romano conservé au Musée du Louvre. |  |  |

### Personnalité
Du fait de son jeune âge, Béatrice était heureuse, joyeuse, insouciante, joueuse, mais, un peu comme ses frères, elle était aussi irréfléchie, violente, impulsive et se laissait facilement emporter par la colère. De très nombreux épisodes de la période milanaise en sont la preuve, dont un célèbre survenu en avril 1491 quand, se rendant avec quelques-unes de ses dames au marché déguisées en femmes du peuple, elle fut surprise par une averse, et alors qu’elle revenait au château, elle se bouscula dans la rue avec certaines populations qui l’avaient insultée à cause des vêtements avec lesquels elle et les dames s’étaient protégées la tête de la pluie, n’étant pas la coutume à Milan de s’habiller de cette façon. À une autre occasion, il est remarqué que le More voulait qu’elle porte une robe qu’il avait faite coudre de la même façon pour Gallerani, elle lui fit une scène et le força à mettre un terme à sa relation extraconjugale.
Fière et obstinée, en dépit d’être la fille la moins aimée, elle était celle qui ressemblait le plus à son père pour les intentions. Elle aimait certainement le luxe à tel point que la garde-robe dans ses chambres au château de Pavie contenait pas moins de 84 robes ainsi que d’innombrables autres objets de valeur.

#### Railleries
La cour de Milan aimait beaucoup les burles et Béatrice en particulier, si Ludovic écrit qu’elle s’amusait un matin avec sa cousine Isabelle à jeter ses dames à cheval. Une fois de plus, ells ont joué le combat et Béatrice a jeté sa cousine au sol. Mais les blagues les plus terribles étaient toutes au détriment de l’ambassadeur Estense Giacomo Trotti, alors âgé de 70 ans, qui se retrouva à plusieurs reprises la maison envahie par « une grande quantité de volpotes, de loups, et de chats sauvés », que le Moro achetait chez certains méchants vigevanais et que Béatrice, ayant réalisé à quel point des bêtes similaires étaient en « très grand haine et agacement » à l’ambassadeur, lui faisait jeter dans la maison autant qu’elle le pouvait au moyen de serviteurs qui recouraient aux astuces les plus impensables.
Comme l’ambassadeur était aussi très élégant, Béatrice est même allée jusqu’à le priver de ce qu’il portait, mais pour une bonne cause: alors que Ludovico le tenait fermement par les bras, elle lui a enlevé deux ducats d’or, son chapeau de soie et son manteau de tissu au-delà de la nouvelle, puis a donné les deux ducats à la nièce de Trotti. L’ambassadeur ne cessait de se plaindre au le père de la duchesse, en disant: « et ce sont mes gains [...] pour que j'aie les dégâts et les insultes, de même que je devrais perdre du temps à les écrire ! »
| |  |  |
| Pianella dite de Béatrice d'Este conservée au Musée International de la Chaussure à Vigevano et retrouvée lors de travaux de restauration à Castello Sforzesco. Fin du XVe siècle |  |  |

Des blagues aussi lourdes constituaient peut-être aussi une sorte de vengeance personnelle: Ludovico avait en effet l’habitude de se confier ouvertement à Trotti de tout et ce dernier, surtout pendant les premières semaines de son mariage, tenait constamment informé le duc Hercule du comportement que sa fille gardait dans son lit avec son mari. Il n’est pas certain que Béatrice en ait eu connaissance, mais elle n’a certainement pas  apprécié les ingérences du Trotti lorsque celui-ci l’a réprimandée de sa frigidité en disant que « les hommes veulent être bien vus et caressés, comme il est juste et honnête, par leurs femmes », si ce dernier a ensuite fait référence au père que sa fille était avec lui « un peu sauvage ».
Néanmoins Béatrice avait des limites et n’a jamais atteint le cynisme de son grand-père Ferdinand. En effet, quand Isabelle de Naples est devenue veuve de son mari Jean Galéas, ayant appris que sa cousine, bien que enceinte, restait enfermée pendant tout le temps dans des chambres sombres du château de Pavie, obligeant également ses jeunes enfants à porter le deuil et à souffrir avec elle, Béatrice en a eu beaucoup de compassion et a insisté pour qu’elle vienne à Milan et améliore les conditions de vie des enfants.

#### Liens fraternels
Avec ses frères, elle entretenait toujours d’excellentes relations, montrant surtout de l’affection envers Ferrante, avec qui elle avait grandi à Naples, et envers Alphonse, qui est venu lui rendre visite à plusieurs reprises à Milan. Avec sa sœur Isabelle, les relations sont déjà plus compliquées car, bien que les deux femmes aient ressenti une affection sincère l’une pour l’autre, elles se sont séparées pendant un certain temps à cause de l’envie d’Isabelle, qui, dès le jour même des noces a commencé à nourrir des sentiments contradictoires à l’égard de Béatrice, à qui elle enviait à la fois l’heureux mariage, l’immense richesse et surtout les deux fils en parfaite santé nés à une courte distance l’un de l’autre, alors qu’elle tentait depuis des années en vain de donner un héritier à son mari François. Quoi qu’il en soit, avec le temps, les envies se sont atténuées, avant de se dissoudre complètement à la mort prématurée de sa sœur, événement pour lequel Isabelle a fait preuve d’une profonde et sincère douleur. Les deux sœurs étaient cependant très différentes, Tout en partageant les mêmes ambitions, contrairement à Isabelle, qui a eu de la rancune envers ses filles pour être nées filles et a jeté la responsabilité sur son mari François (qui était plutôt très fier de ses filles), Béatrice était, malgré son jeune âge, une épouse et une mère exemplaire, elle a beaucoup aimé ses enfants et leur a consacré de nombreuses attentions dont sont témoins les lettres tendres envoyées à sa mère Éléonore dans laquelle elle décrivait la bonne santé et la croissance du petit Hercule.

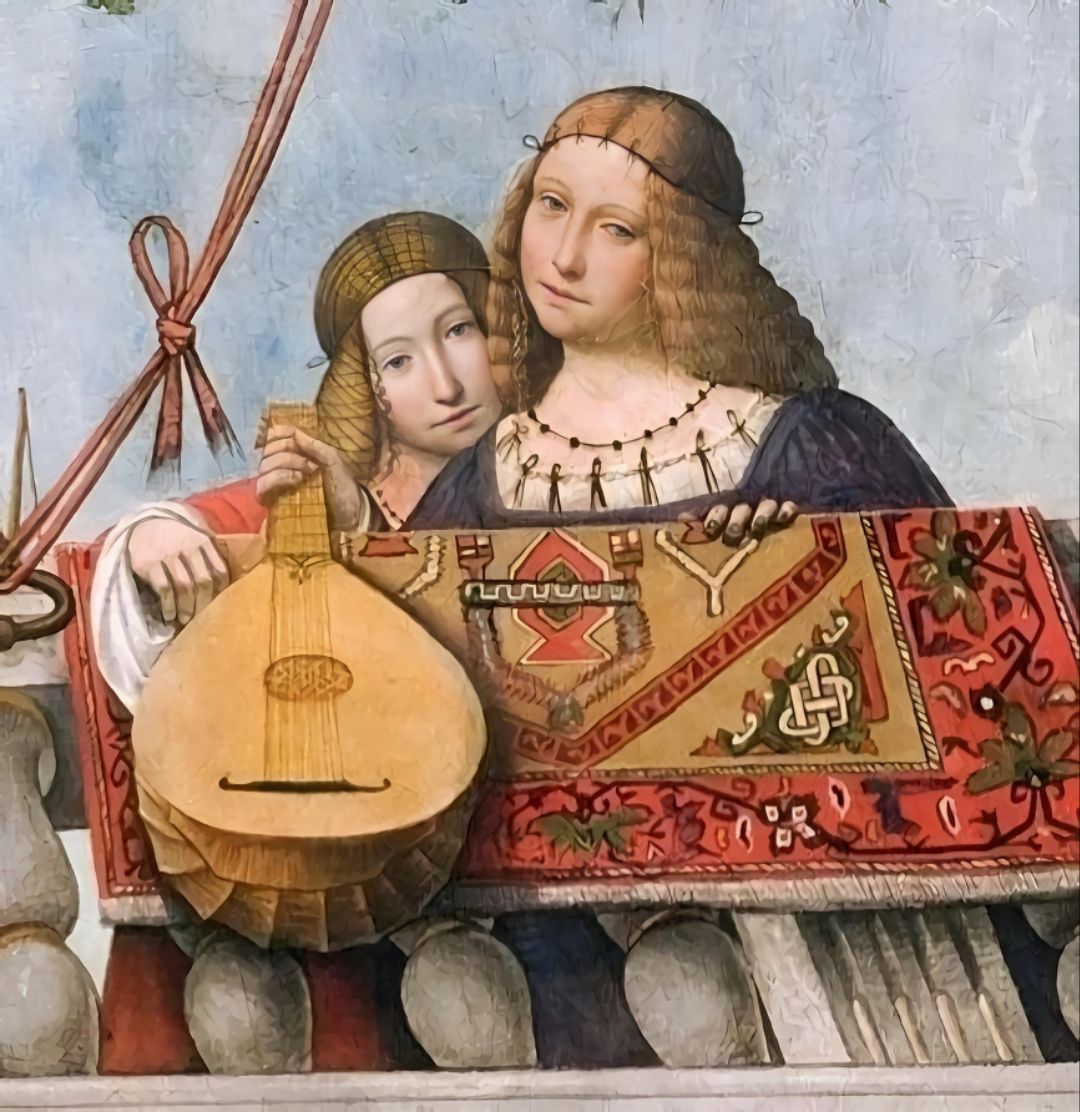
Portrait présumé, en effet très semblable, des deux sœurs: Béatrice (à gauche) et Isabella (à droite), dans la fresque du plafond de la salle du Trésor du Palazzo Costabili à Ferrare. Benvenuto Tisi da Garofalo,1503-1506

#### Passions
Tout comme Ferrante, Béatrice aimait beaucoup les animaux et son mari lui en faisait souvent don: parmi tant d’autres, on compte de nombreux chevaux, chiens, chats, renards, loups, un singe et même des sorcettes; De plus, dans le parc du château de Milan, il y avait une ménagerie avec de nombreuses espèces d’animaux exotiques. Elle appréciait tout autant la chasse, surtout celle avec le faucon, et était une excellente cavalière. Les Français s'étonnent de la voir chevaucher "toute droite, ny plus ny moins que seroit un homme". Cela laisse à penser qu'elle montait à califourchon comme un homme, contrairement à la coutume de l'époque qui voulait que les femmes chevauchent les deux jambes d'un même côté.
Elle a surtout démontré à ces occasions qu’elle possédait un caractère fanfaron et téméraire, au point de se mettre en danger de mort plus d’une fois, comme à l’été 1491 quand, lors d’un voyage de chasse, sa monture a été heurtée par un cerf : Ludovic raconte avec admiration que le cheval s’est empêché de haut « comme c’est une bonne lance », mais Béatrice s’est maintenue en selle et quand ils ont réussi à l’atteindre, ils ont trouvé qu’elle « riait et n’avait pas une peur au monde ». Le cerf lui avait touché la jambe, mais Ludovic précise que sa femme n’a pas été blessée.
De même, l’année suivante, alors qu’elle était enceinte de son premier-né, Béatrice s’est jetée sur l’assaut d’un sanglier en colère qui avait déjà blessé des lévriers et l’a frappé en premier. Les fatigues de chasse ont toutefois dû lui donner un nouvel accès de fièvres paludiques qui l’avaient déjà frappée l’année précédente et qui, cette fois, ont rendu difficile les derniers mois de la grossesse, sans nuire à l’enfant à naître ni compliquer l’accouchement.

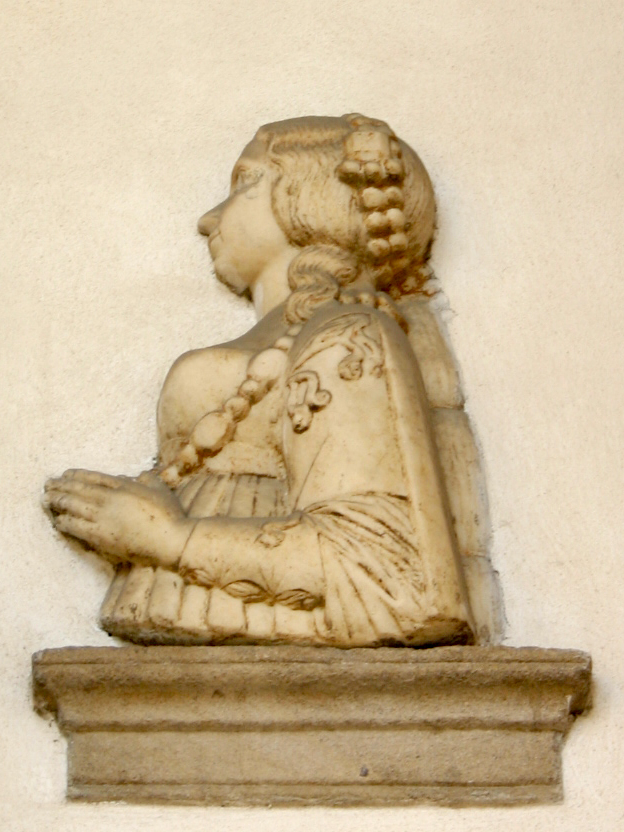
Buste de Béatrice dans le portail d’entrée de la Canonica di Sant’Ambrogio à Milan

Bien que très religieuse, Béatrice n’était pas austère en ce qui concerne les questions charnelles: elle savait bien que les guerres ne se gagnent pas seulement avec les armes et c’est pourquoi certaines des demoiselles de son entourage avaient pour tâche de divertir sexuellement les souverains et les dignitaires étrangers invités à la cour. En effet, ce n’est pas sans une certaine surprise que les historiens se souviennent comment, en 1495, se trouvant au camp de Novara, Béatrice n’a pas hésité à offrir en personne à son beau-frère François Gonzaga, capitaine général de la Ligue, une « femme de parti » avec laquelle célébrer la victoire, officiellement pour le préserver, lui et sa sœur Isabella, du terrible mal français qui dévastait la péninsule à cette époque, en vérité pour avoir sa sympathie, car elle souhaitait recevoir en prêt du marquis le trésor qu’il avait saisi dans la tente de Charles VIII à la suite de la bataille de Fornovo, lorsque le campement français avait été pillé, trésor dont l’objet le plus intéressant était un album contenant les portraits de toutes les maîtresses du roi de France.
Cependant, elle était très sage en ce qui concerne sa propre personne, elle s’est en effet appuyée sur les services d’une seule sage-femme, Frasina da Ferrara, que lui avait présenté sa mère et Béatrice souhaitait qu'elle vienne l’aider à Milan même pendant son troisième accouchement, bien que la femme soit malade pendant cette période et que son père lui ait suggéré une autre sage-femme ferraraise tout aussi valable. Tant ont été les insistances de la duchesse, que finalement Frasina a voyagé à dos de mule atteignant Milan à temps.

## Rôle politique

### La «damnatio memoriae»

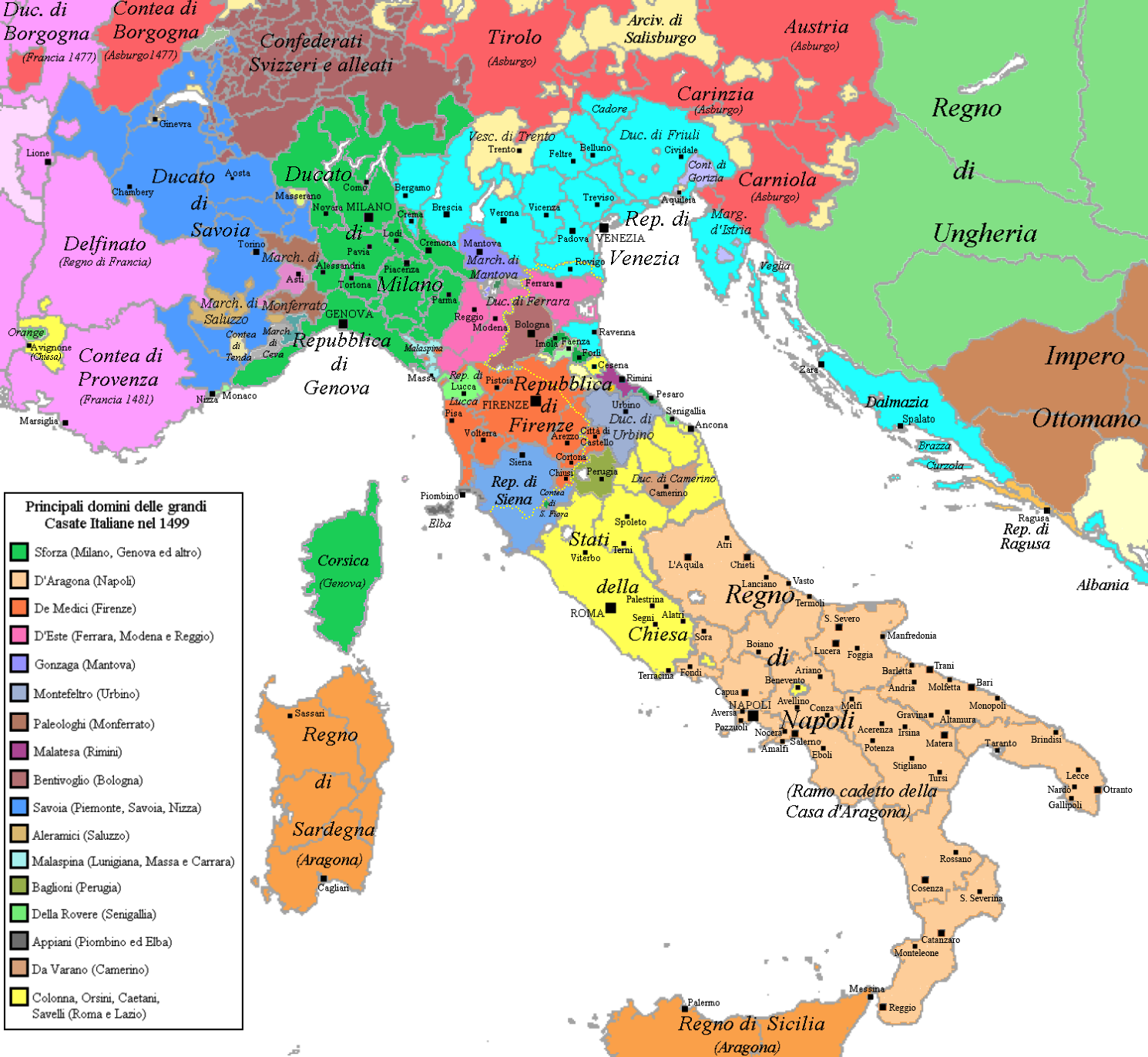
L'Italie vers la fin du XVe siècle

Célébrée par les historiens du XIXe siècle comme une sorte d'héroïne romantique, la figure de Béatrice a connu une éclipse au cours du XXe siècle, écrasée sous le poids des éloges rendus à sa sœur Isabelle. Bien qu'une analyse superficielle des événements historiques ait conduit les érudits modernes à dire que Béatrice n'avait aucune voix dans la politique du duché, ou même ne s'y intéressait pas,, presque tous les historiens précédents s'accordent plutôt à la juger comme le véritable cerveau derrière nombre des actions et des décisions de son mari, sur lequel elle exerçait une énorme influence, à tel point qu'elle lie sa présence à la prospérité et à l'intégrité de l'État des Sforza :

« Béatrice a aidé à très bons conseils son mari dans les offices non pas de prince, mais de prince italien; et cet état prospérait tant qu'une telle femme restait avec Lodovico. Avec sa mort, la ruine publique n'avait plus de retenue. »

— Inconnu, Orlando Furioso accompagné de notes historiques et philologiques.
Par ailleurs, tant la mission diplomatique à Venise que sa présence constante dans les conseils de guerre et les réunions avec les Français et, surtout, sa prise de position ferme à l’époque où Orléans menaçait Milan, en contraste frappant cette fois avec les intentions de fuite de son mari, montrent clairement que son pouvoir décisionnel et politique était beaucoup plus important qu’on ne le pense. Il faut ajouter ensuite à ces affirmations la dérive effective de l’état de qui a suivi la mort de Béatrice.

### Pensée politique
| |  |  |
| A gauche : épreuve en bronze d'une grosse tête à l'effigie de Béatrice, que Ludovico il Moro la fit frapper immédiatement après la mort de sa femme (1497). À droite : reproduction argentique de la tête précitée (1989) |  |  |

Béatrice poursuit d’ailleurs la politique du père Hercule, qui complote depuis des années pour remplacer Jean Galéas par Ludovic en possession effective du duché de Milan et qui, dans ce but précis, l’avait donnée en mariage. Il faut en effet croire que sans l’ingérence de sa femme, Ludovic n’aurait jamais usurpé à toutes fins utiles le duché de son petit-neveu et qu’il se serait contenté de continuer à le gouverner en tant que régent comme il le faisait depuis plus de dix ans. Ce n’est pas un hasard si c’est Béatrice elle-même qui a dit qu’avec la naissance du petit Hercule Maximilien elle avait donné un enfant à son mari et à son père,. Lorsque, à l’époque de la première invasion française, Béatrice percevait les premières divergences d’intérêts entre les deux – Hercule était restée officiellement neutre, mais tendait pour les Français, Ludovic s’était plutôt rangé du côté de la Ligue Sainte – elle s’en montrait très amère et n’hésitait pas, malgré sa révérence habituelle, à reprocher à son père de ne pas vouloir leur envoyer les aides demandées.
Après Novare, son attitude est devenue plus nettement pro-vénitienne et la collaboration entre Milan et Venise s'est resserrée. Elle accomplit également un important travail de médiation entre son mari et les différents chefs d'une part – qui recoururent à elle, comme dans le cas de Fracasso, pour obtenir des faveurs – et entre son mari et les seigneurs italiens d'autre part : depuis sa mort les gens de Faenza étaient très bouleversés, jugeant qu'Astorre Manfredi aurait perdu la faveur de Milan : Faenza, pro-vénitienne, était une ennemie de Forlì, pro-florentine, dont la comtesse était Caterina Sforza, nièce de Ludovic. Béatrice a dû persuader son mari d'étendre sa protection à Faenza et on craignait, avec sa mort, un renversement d'alliances, qui s'est alors en fait produit avec la guerre de Pise, lorsque Ludovic a abandonné l'alliée Venise pour Florence, un mouvement qui alors marqué sa ruine. Malipiero se réjouit à la place en disant: "et avec cette mort cessera tant d'intelligence que gendre et beau-père avaient ensemble".
En Béatrice, d'ailleurs, Ludovic avait placé tous ses espoirs pour la succession et pour le maintien de l'État pendant la minorité des enfants, puisqu'il avait toujours été convaincu qu'il mourrait avant elle.

#### Auteurs anciens
Ce sont d’ailleurs les historiens à la tête des états modernes qui en ont reconnu son importance: outre Sanuto, qui écrit d’elle que, bien que « enceinte de cinq mois » partout où son mari allait « elle le suivait », Guicciardini note également que Béatrice était une « assidue compagne » de son mari « ne manquanr pas plus les choses graves que les distractions ». Paolo Giovio en brosse un tableau totalement négatif, attribuant à Béatrice la faute – traditionnellement attribuée à Ludovic – d’avoir appelé les Français en Italie, bien qu’il soit le seul auteur à en parler en ces termes:

« Béatrice, épouse de Lodovico ... femme de superbe et grande pompe, les nombreuses fois qu’il utilisait beaucoup plus armment, qu’il n’est commode pour une femme, de s’immiscer dans le traitement des choses importantes, de dispenser les offices et encore commander aux juges des choses criminelles et civiles, de sorte que Lodovico, qui jusque-là avait été séduit par sa flatterie, a été gardé très aimant de sa femme, a parfois été forcé de plaire au désir de la femme gênante »

— Paolo Giovio, in Dell'historie del suo tempo

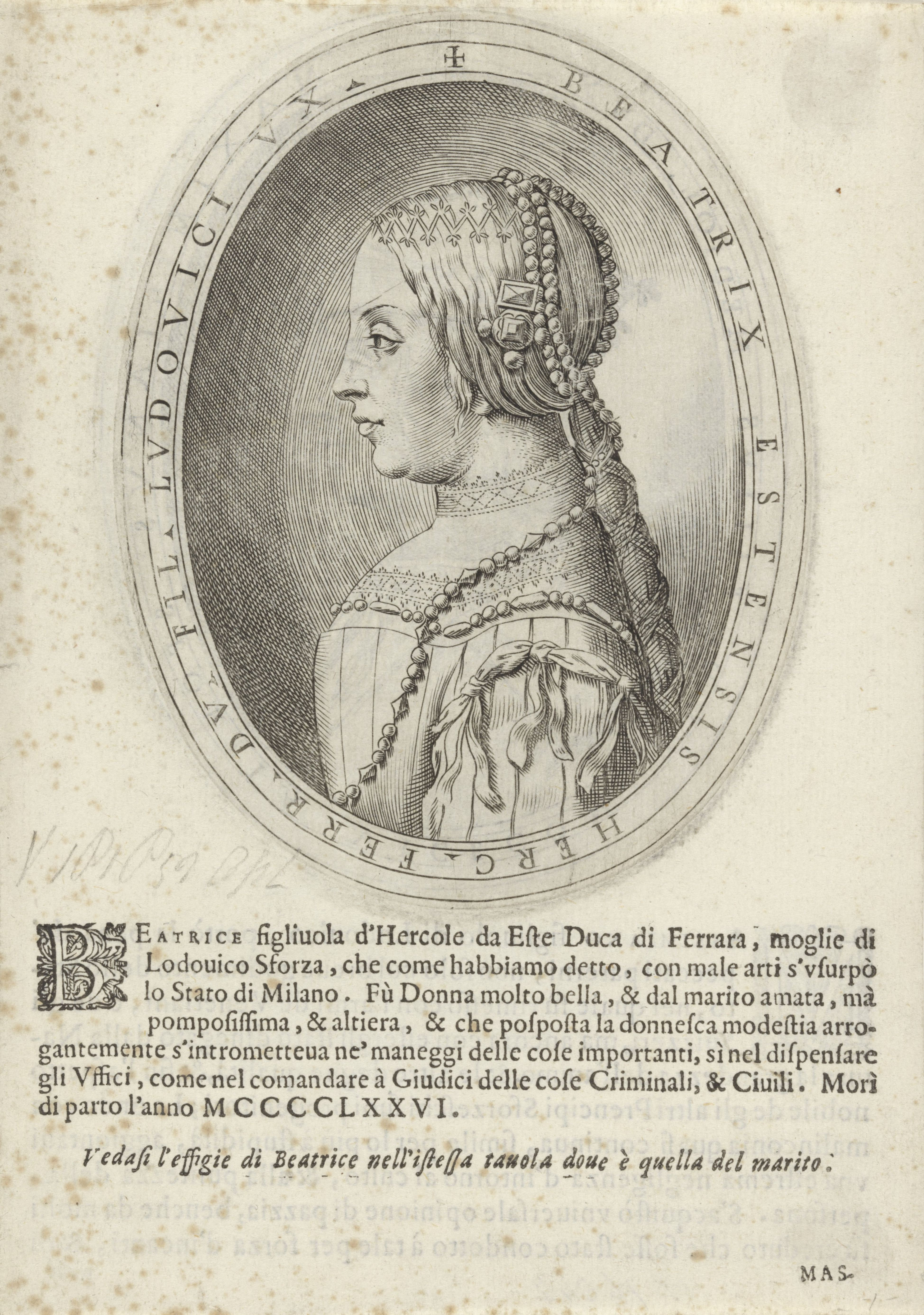
Gravure d’Agostino Carracci représentant Béatrice, de Les vies des vicomtes dodécis qui ont seigneurié Milan, Paolo Giovio, XVIe siècle

Tout au contraire, son secrétaire, Vincenzo Calmeta, juge son comportement digne d’éloges, et non de réprimande, lorsqu’il écrit:

« C’était une femme de littérature, de musique, de son et une amoureuse de tous les autres exercices vertueux, et en matière d’État, au-dessus du sexe et de l’âge, de tolérance viril. Elle résolva les événements avec tant de dextérité et d’unité, et néanmoins s’en alla satisfaite de quiconque de sa Seigneurie n’avait pas obtenu le bénéfice, que ce qu’elle avait obtenu. Elle y ajouta une libéralité avec elle, d’où l’on peut dire qu’en son temps elle avait été le seul réceptacle de tout esprit vertueux, au moyen duquel toute vertu louable commençait à être mise en œuvre. »

— Vincenzo Calmeta, in Triumphi
Ce n’est pas sans quoi Baldassarre Castiglione se souvenait d’elle, plusieurs années plus tard, avec quelques mots, mais significatifs, dans son Cortegiano:« Pesez-moi encore que vous n’ayez pas tous connu la duchesse Béatrice de Milan [...], pour ne plus jamais vous émousser d’ingéniosité de femme ».
Ludovico Ariosto est allé plus loin, unifiant la fortune de Béatrice à celle de son mari et de toute l’Italie:

« Béatrice réjouit son époux de vivre,
et le laisse malheureux à sa mort;
 en effet, toute l'Italie, qui avec elle
 sera triomphante, et sans elle, prisonnière. »

— Ludovico Ariosto, Orlando Furioso (canto 42, ottave 91-92)
Bernardino Corio affirme même qu’à l’âge de treize ans, avant même d’arriver à Milan, Béatrice et son père Hercule avaient exhorté Ludovic à concentrer entièrement le gouvernement de la ville entre ses mains, mais son influence réelle pendant cette période n’est guère démontrable. Néanmoins, dès son séjour à Naples, et donc à un âge encore puéril, elle s’est avéré de nature à inciter le comte Diomede Carafa à écrire à son père : « de cette prédiction qui ressemblera à une femme de bonne humeur et à commander ».

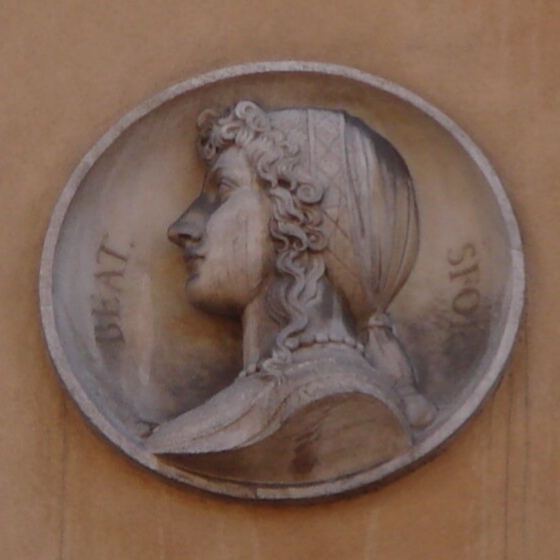
Médaillon de Béatrice d’Este, situé sur la façade du Palazzo degli Atellani. Pompée Marquise, XVIIIe siècle

#### Auteurs modernes
Au XIXe siècle encore, on en trouve des mentions sporadiques dans des œuvres d’auteurs presque toujours peu connues: Luzio et Renier l’ont appelée « l’âme de toutes les entreprises de son mari » ; Francesco Antonio Bianchini l’appelle « femme de haut sentiment et d’âme virile », Anton Domenico Rossi «d’âme plus que virile» ; Goffredo Casalis « femme aux esprits très vifs et au sens très rare » ; Samuel Romanin «princesse d’une grande ingéniosité et perspicacité, et bien que jeune, des choses d’état très intendant» et ailleurs: «versé dans les choses d'État, plus que les femmes [...] elle dominait irrésistiblement son mari, elle était sa conseillère et son excitatrice, et on la vit plus tard sur le terrain de Novare élever son courage abattu ».
Jean de Préchac ajoute qu’elle « avait un grand ascendant sur la volonté de Ludovic : «elle était la seule confidente et la porte-parole de ses pensées. Sa mort [...] répandait d’amertume les jours de Ludovic; il n’a eu que des catastrophes et des ruines » ; Raffaele Altavilla écrit que Ludovic « puisait toute la vigueur de son âme des conseils providentiels et forts de son épouse », et Pier Ambrogio Curti qui « manquait à notre duc le conseil le plus efficace, l’âme de ses entreprises, à la mort de la tueuse d’Este, qui l'a dominé à son désir, et à qui il faisait publiquement étalage d’une affection extraordinaire, et depuis cette heure, il ne lui a plus fait de chance. » De tant d’éloges, Antonio Locatelli s’écarte, disant qu’elle « n’avait que la méchanceté de femme ».

## Lien conjugal
Ludovic, quant à lui, était sincèrement amoureux de sa femme, bien qu’il ait continué à avoir des amantes même après leur mariage, comme d’ailleurs la plupart des aristocrates de l’époque. Dans une lettre, il écrit à son sujet: « Elle m'est plus chère que la lumière du soleil ». La proximité du couple est également confirmée par Giacomo Trotti ainsi que par la correspondance entre sa sœur Isabelle d’Este et Galeazzo Visconti qui lui écrit déjà après le mariage « c’est un tel amour entre eux deux que je ne crois pas que je donne des gens plus s’ils posent aimer ».

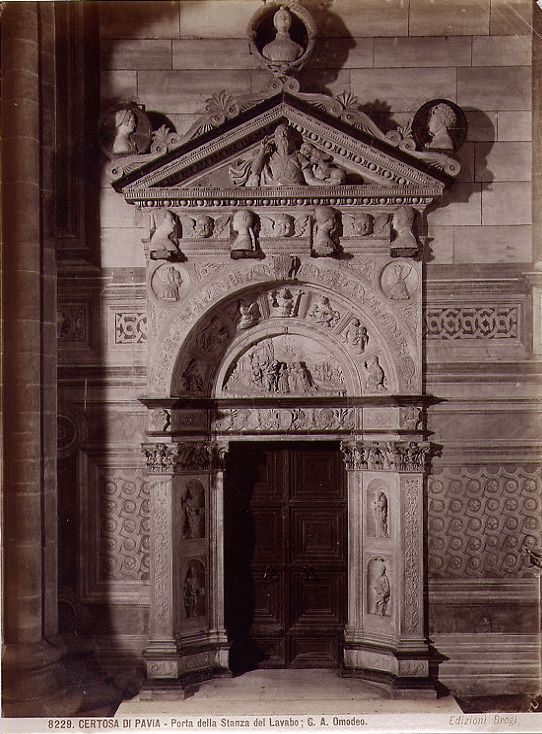
Bustes des duchesses de Milan. Portail de la salle du lavabo, Certosa di Pavia. Fin du XVe siècle. L’effigie de Béatrice est la deuxième au centre sur la gauche, miroir à celle de sa belle-mère Bianca Maria Visconti, tandis que sur le côté droit se trouvent celles d’Isabella d’Aragon et Bona de Savoie

D’autre part, Malaguzzi Valeri note que s’il est vrai que l’amour manifesté par Ludovic ne doit faire aucun doute, on ne sait pas à quel point sa femme lui a vraiment rendu la pareille. Cependant, elle se montra agréable et joyeuse pour lui, l’impliquant dans ses propres amusements; de plus, certaines jalousies montrées suffiraient à prouver son désir de l'avoir pour elle.
Sans doute, même si au début elle se montrait réticente, son mari a néanmoins réussi en peu de temps à la conquérir par sa générosité, son affabilité et sa libéralité, mais surtout avec les très riches dons qu’il lui apportait presque tous les jours au début, à tel point que, quelques mois après les noces, Béatrice écrivait une série de lettres à son père, toutes pour le remercier qu’il ait daigné « me placer avec cet illustre Seigneur mon époux » qui « ne me laisse pas dans le désir de tout ce qui puisse m’apporter honneur ou plaisir », et ajoute encore: « Je suis complètement obligé à votre seigneurie, parce qu’elle est la cause de tout le bien que j’ai ». Ce qui ressort de la correspondance de cette période est donc une très jeune Béatrice éblouie par la richesse et l’importance de son mari, qui était alors l’un des hommes les plus puissants de la péninsule, doté d’un charme considérable et qui ne montrait pas encore les faiblesses et les contradictions de ces dernières années.
Toujours contrairement à Isabelle, avec qui Ludovic lui-même affirmait des années plus tard qu’il avait eu une relation secrète, rumeur sur laquelle le beau-père Hercule s’empressait de revenir, sur Béatrice ne retombe jamais le moindre soupçon d’adultère. Elle a toujours entretenu une réputation d'honnêteté absolue, et ce malgré les libertés vestimentaires et relationnelles avec les hommes : les fréquentations chevaleresques entretenues avec les Français et avec l'empereur sont frappantes, là où en fait l'accomplissement de l'acte sexuel était délégué aux courtisanes spéciales. C’est précisément parce qu’il lui faisait aveuglément confiance que Ludovic lui accordait une grande liberté et le seul indice de ses jalousies se rapporte au baron de Beauvau.
Seul Achille Dina, un historien du XXe siècle, insinue - mais sans aucune preuve - une liaison entre elle et Galeazzo Sanseverino, arguant que "quelques remords intimes" étaient dus au profond chagrin de Béatrice pour la mort de sa belle-fille : "peut-être sa conduite envers Isabelle ? Ou quelque chose dans ses relations avec le mari de Bianca, le charmant Galeazzo Sanseverino, dont la nature intrinsèque et le partage continu des plaisirs avec elle ne manqueront pas de frapper?"
Béatrice, à l’inverse, était au courant des relations extraconjugales de son mari, mais n'y donnait pas de poids car elle savait qu’il s’agissait de distractions passagères. L’équilibre s’est radicalement effondré avec l’apparition de Lucrezia Crivelli, car Béatrice a dû se rendre compte que cette fois Ludovic était tombé sérieusement amoureux et qu’il avait commencé à consacrer à sa nouvelle maîtresse tous les soins et attentions qu’il lui consacrait autrefois. Le Muralto précise que Béatrice "a été honorée avec le plus grand soin par Ludovic, même s'il a pris Lucrezia Crivelli comme sa concubine; à cause de quoi, bien que la chose rongeait les entrailles de sa femme, l'amour ne s'en est pourtant pas éloigné".

## Mécénat

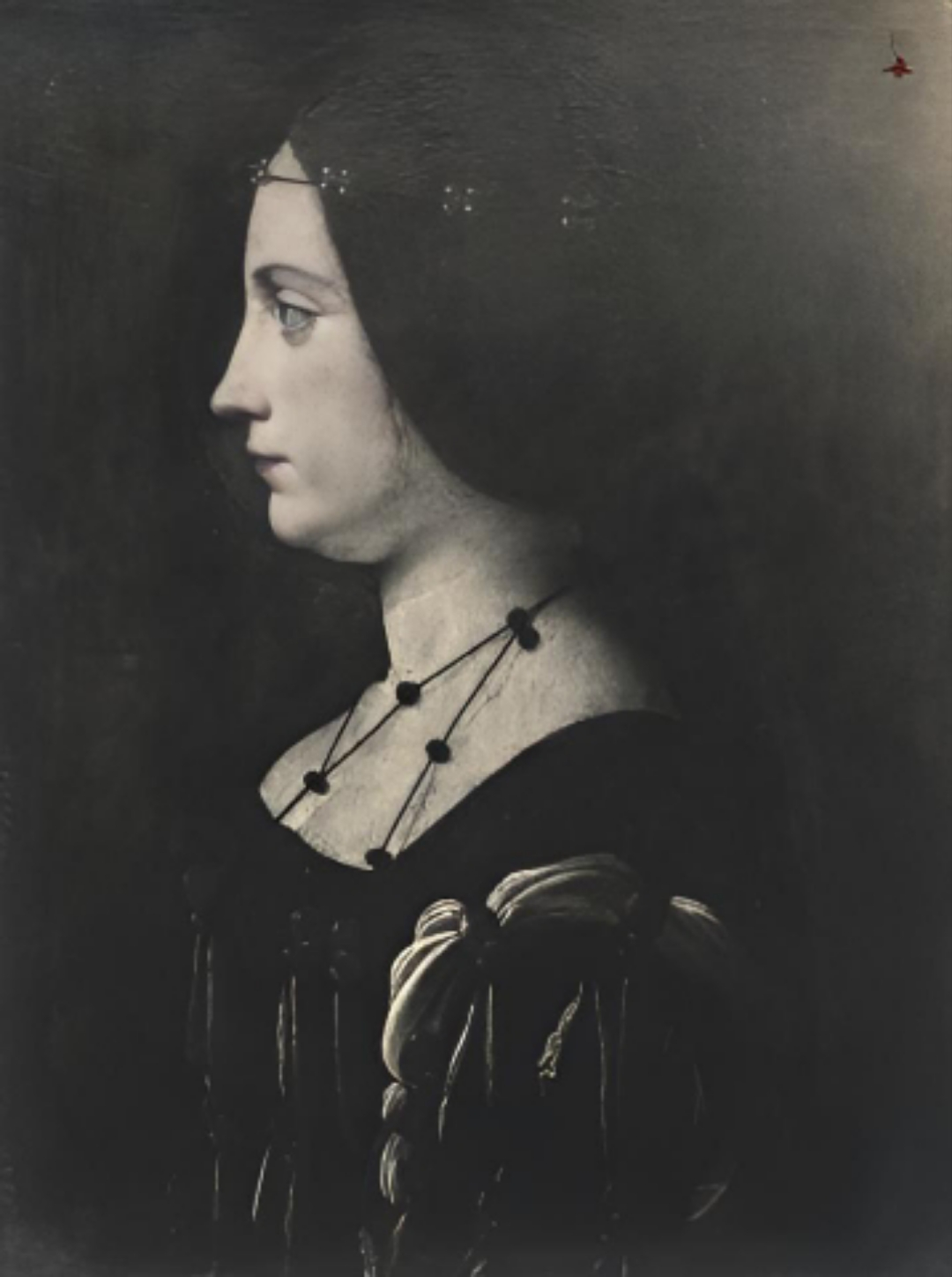
Portrait d’une jeune femme de profil attribué à Ambrogio de Predis, prétendument un portrait de Béatrice. Fin du XVe siècle.

Béatrice s’intéressait principalement à la poésie et rassemblait autour d’elle un excellent cercle de poètes en langue vernaculaire, qui comprenait, entre autres, Vincenzo Calmeta, Gaspare Visconti, Niccolò da Correggio, Bernardo Bellincioni, Antonio Cammelli et Serafino Aquilano. Selon certains, c’est un signe du fait qu’elle ne maîtrisait pas le latin, bien qu’elle ait eu comme tuteur l’humaniste Battista Guarino, en tout cas elle favorisait l’affirmation de la littérature vulgaire à Milan.
Ayant été élevée par son grand-père Ferdinand, espagnol de naissance, enfant, elle s’exprimait dans un mélange de catalan, de castillan et d’italien, une habitude qu’elle ne semble pas avoir conservée à l’âge adulte. La musique était une passion familiale, et dans ses voyages, elle était toujours accompagnée de musiciens et de chanteurs. Elle a été joueuse d’alto, de luth et de clavicorde, et a appris la danse et le chant d’Ambrogio da Urbino et de Lorenzo Lavagnolo.
Elle laissa une correspondance d’au moins quatre cents lettres survivantes, qu’elle écrivit presque toujours par habitude de sa propre main et non par l’intermédiaire de secrétaires, comme il était d’usage à l’époque. Certains semblent remarquables pour leurs descriptions exquises ou leur ton burlesque et irrévérencieux.
Elle apprécie les comédies et tragédies latines et grecques, mais surtout les poèmes chevaleresques provençaux et le cycle carolingien, que Matteo Maria Boiardo perpétue. Elle aimait particulièrement écouter les commentaires sur la Divine Comédie tenus pour elle par Antonio Grifo, une passion également partagée par son mari qui s’arrêtait souvent pour écouter ses lectures.
Elle a utilisé sa position de dame de l’une des plus belles cours d’Italie pour s’entourer d’artistes exceptionnels, parmi lesquels des peintres tels que Léonard de Vinci, Ambrogio de Predis, Giovanni Antonio Boltraffio, Andrea Solari; des architectes tels que Bramante et Amadeo; des sculpteurs tels que Gian Cristoforo Romano, Cristoforo Solari et Caradosso; des humanistes comme Baldassarre Castiglione; des musiciens et luthiers tels que Franchino Gaffurio, Lorenzo Gusnasco, Jacopo di San Secondo et Antonio Testagrossa. À sa mort, comme l’écrivait le Calmeta, « tout est allé à la ruine et au précipice, et du paradis heureux à l’enfer sombre, la cour a été convertie, de sorte que chaque vertueux a été forcé de prendre un autre chemin ». commençait la lente fuite des poètes, des artistes et des lettrés milanais, contraints, surtout après la chute définitive du More, de chercher fortune ailleurs.

## Mode
Béatrice est aujourd'hui surtout connue pour son génie inventif dans la création de nouvelles robes, qui étaient l’une de ses plus grandes passions. De son vivant, elle n’avait pas de rivale à la cour, elle dictait la mode dans de nombreuses villes de l’époque et l'on suivait tant son exemple que de nombreuses nobles italiennes, même en dehors de la cour milanaise, adoptèrent la coiffure du coazzon, qui devint très en vogue.

Le Muralto la rappelle comme « inventrice de nouveaux vêtements » et, grâce à la correspondance de l’omniprésent Trotti et aux lettres de Béatrice elle-même à sa sœur et à son mari, on conserve de nombreuses descriptions de ses riches vêtements et inventions. Par exemple, des vêtements rayés comme celui qu’elle porte dans la Pala Sforzesca étaient des nouveautés absolues, comme son idée de les mettre en valeur avec des cordon de grosses perles. Les perles d’ailleurs étaient sa plus grande passion et, dès son enfance, elle en utilisait constamment, que ce soit sous forme de collier, dans les coiffures ou comme décoration des robes. Elle préfère les décolletés profonds de forme carrée et les tissus décorés avec des entreprises brouillées, en particulier avec l’imagination « du pas cum li vincij » conçue pour la duchesse par Nicolas de Correggio sur le modèle des nœuds vinciens de Léonard de Vinci. Elle portait parfois des chapeaux ornés avec des plumes de pie.

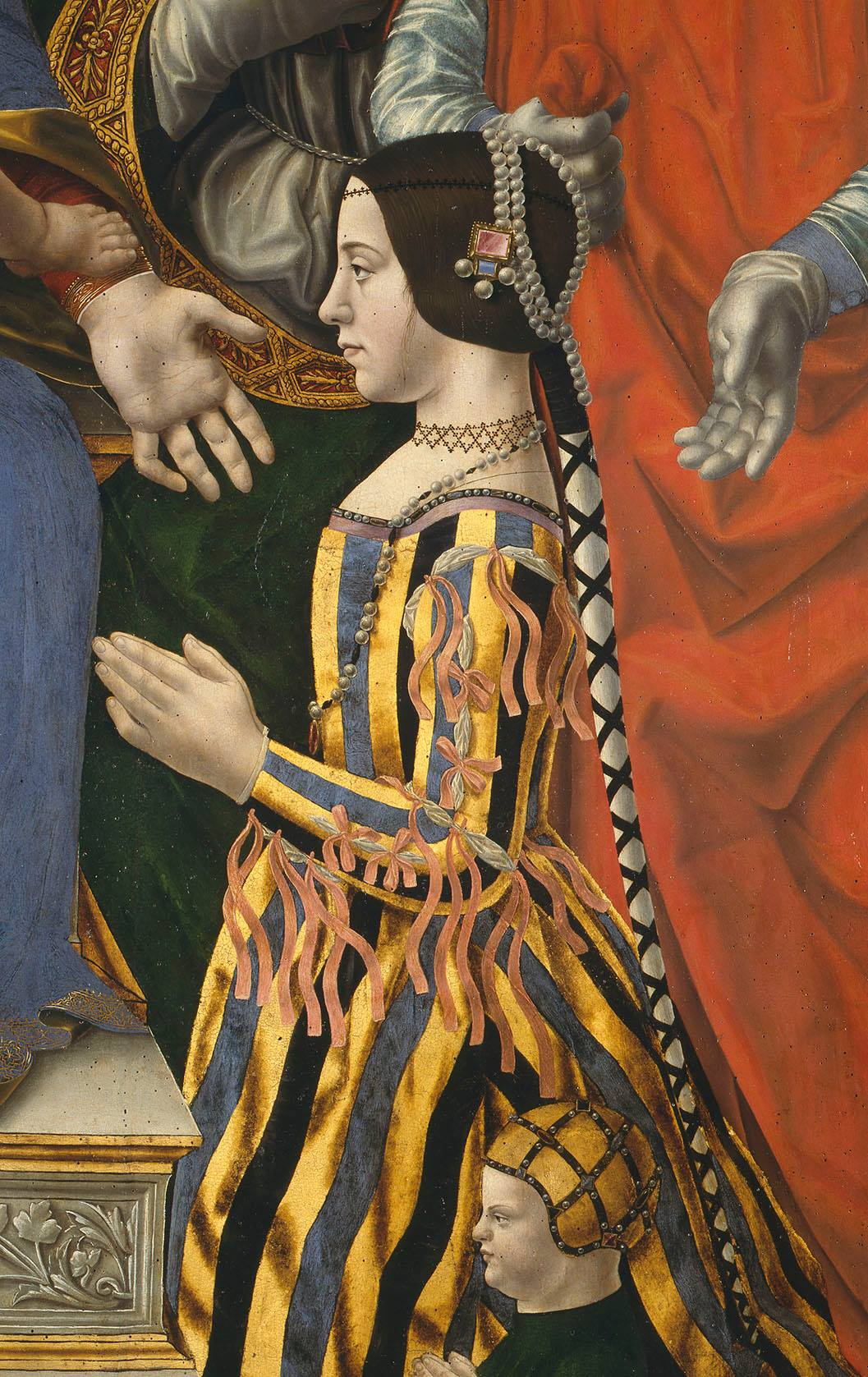
Portraits de Béatrice et de son fils Hercule Maximilien, particulier par la Pala Sforzesca del Maestro della Pala Sforzesca, 1494-1495, Pinacoteca di Brera, Milan

Son goût pour la mode a particulièrement frappé les courtisans français de la suite de Charles VIII, qui se sont dépensés dans de larges descriptions; le poète André de la Vigne, dans son œuvre en vers Le Vergier d’honneur, en rappelle en effet le luxe excessif et ostentatoire :

« Avecques luy fist venir sa partie
qui de Ferrare fille du duc estoit:
de fin drap d'or en tout ou en partie
de jour en jour voulentiers se vestoit:
Chaines, colliers, affiquetz, pierrerie,
ainsi qu'on dit en ung commun proverbe,
tant en avoit que c'estoit diablerie.
Brief mieulx valoit le lyen que le gerbe.
Autour du col bagues, joyaulx, carcans,
et pour son chief de richesse estoffer,
bordures d'or, devises et brocans:
ung songe estoit de la voir triumpher. »

— André de la Vigne, Le Vergier d'honneur

## Portraits

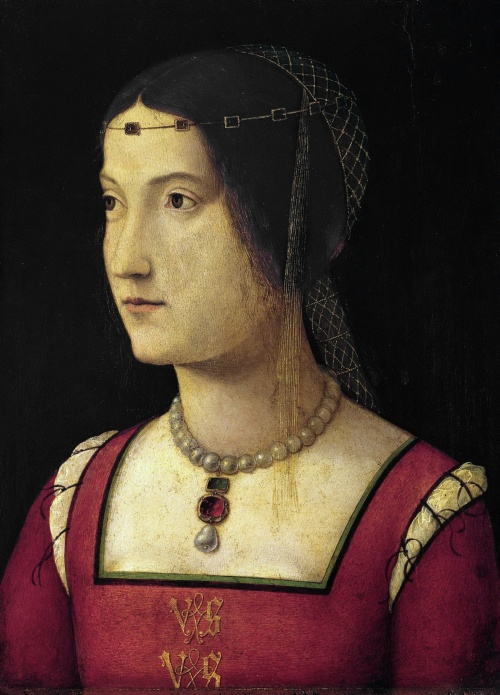
Portrait de dame en rouge, Bernardino Zaganelli. Ici aussi, le collier semble correspondre à la description de l’ambassadeur Trotti, en outre le motif des nœuds vinciens sur le corsage renvoie à une femme de la maison Sforza.

De nombreux portraits de Béatrice nous sont parvenus, à la fois faits de son vivant et à titre posthume. La plupart d’entre eux sont d’identification certaine, soit parce qu’elles portent leur nom à côté, soit à la suite des traits distinctifs de Béatrice, tels que le coazzon.

### Portraits célèbres
Les plus célèbres restent le buste réalisé par Gian Cristoforo Romano, le monument funéraire de Cristoforo Solari et la Pala Sforzesca. Note cependant Malaguzzi Valeri qui, comme le Solari, n’a pas pris la peine de reproduire les vrais traits de Béatrice, devant placer la statue funéraire au sommet d’un monument et donc vue d’en bas et de loin, de sorte que le peintre inconnu et grossier de la Pala Sforzesca a modifié la physionomie de Béatrice par rapport aux dessins raffinés originaires d’Ambroise de Predis, en induisant les traits du visage jusqu’à le rendre presque méconnaissable: « il a préféré soigner avec une monotonie infinie les accessoires de la robe, de sorte que la duchesse, plus que personne vivante, apparaît une poupée trop ornée ».

### Peu connu
1. Le portrait d’elle, petite fille, réalisé par Cosmè Tura, s’est perdu au siècle dernier[140].
2. De Léonard elle avait été « divinement » représenté, comme l’écrit Vasari, sur la fresque de la Crucifixion de Donato Montorfano dans le réfectoire de Santa Maria delle Grazie, mais la technique sèche de l’artiste s’est détériorée de telle sorte qu’elle est à peine reconnaissable aujourd’hui.
3. Il est sculpté, avec les autres duchesses de Milan, dans le portail de la salle de lavabo de la Chartreuse de Pavie et dans un bas-relief du Castello Sforzesco[141].

### Identification incertaine
1. Le dessin conservé aux Offices avec le numéro 209, exécuté en lapis et aquarelle mais retouché un peu partout par une main du XVIe siècle[142] a été identifié par le Père Sebastiano Resta (XVIIe siècle) comme un portrait de Béatrice d’Este et attribué à Léonard de Vinci. Karl Morgenstern (1813) et d’autres critiques ont noté des similitudes avec la Belle Ferronnière, tout comme Dalli Regoli (1985), qui a considéré le dessin comme une copie d’un original perdu de Léonard et a ajouté une certaine ressemblance avec le buste du Louvre. Lionello Venturi (1925) a refusé l’attribution de Léonard et a proposé à la place le nom de Boccaccio Boccaccino[143].
2. The Rothschild Lady ou Portrait d’une jeune femme de profil, considérée comme l’œuvre du cercle de Léonard de Vinci, et précisément de Bernardino de' Conti[144],[145].
3. Le Portrait d’une jeune femme de profil de Giovanni Ambrogio de Predis[146]
4. Un autre portrait d’une jeune femme, du cercle de Léonard de Vinci[30].
5. Le portrait catalogué aux Offices comme Portrait de Barbara Pallavicino[147].
6. Elle est l’une des candidates possibles pour l’identification avec la Belle Ferronnière de Léonard de Vinci[148].

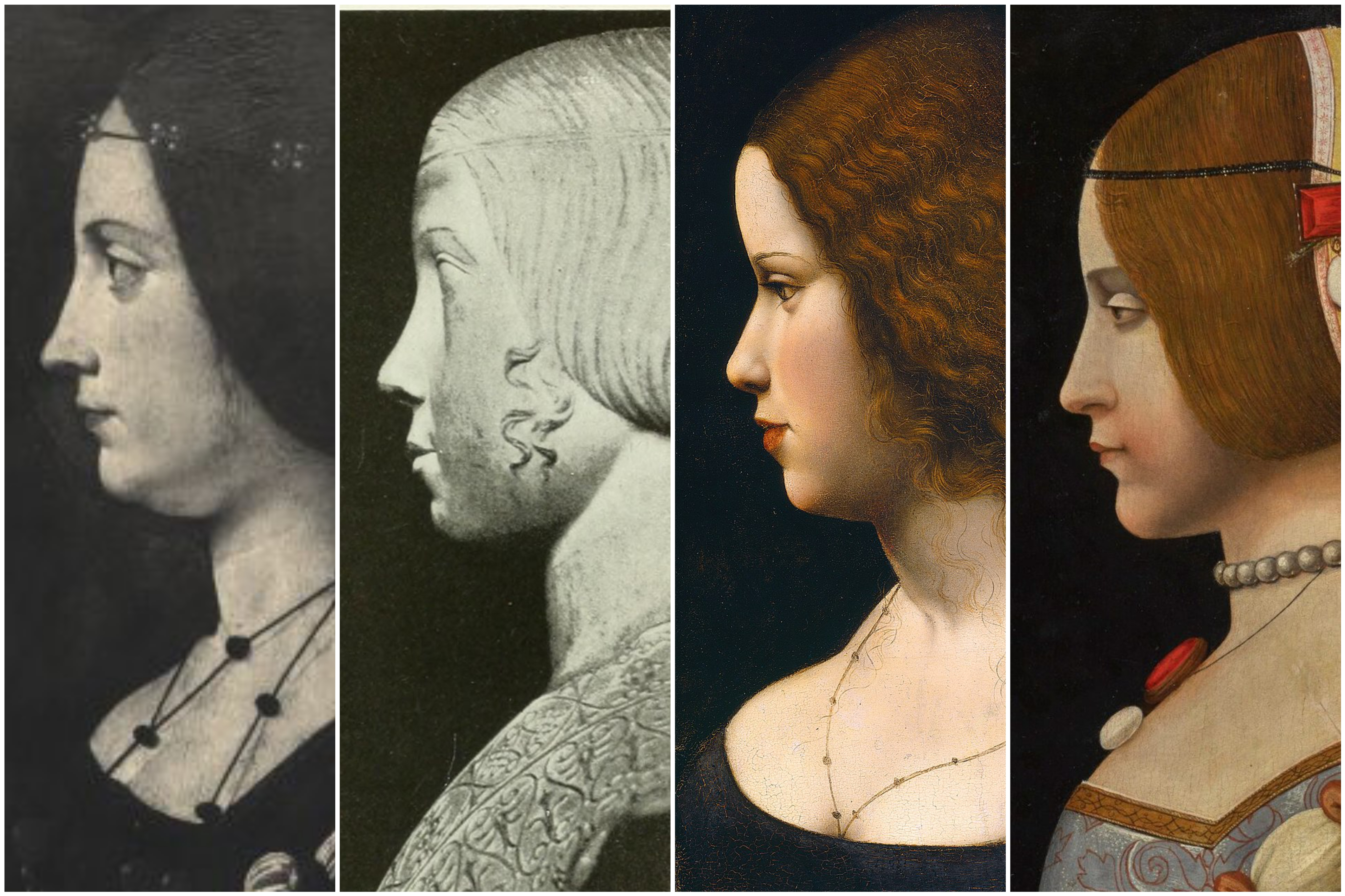
Trois prétendus portraits comparés au certain du Louvre.
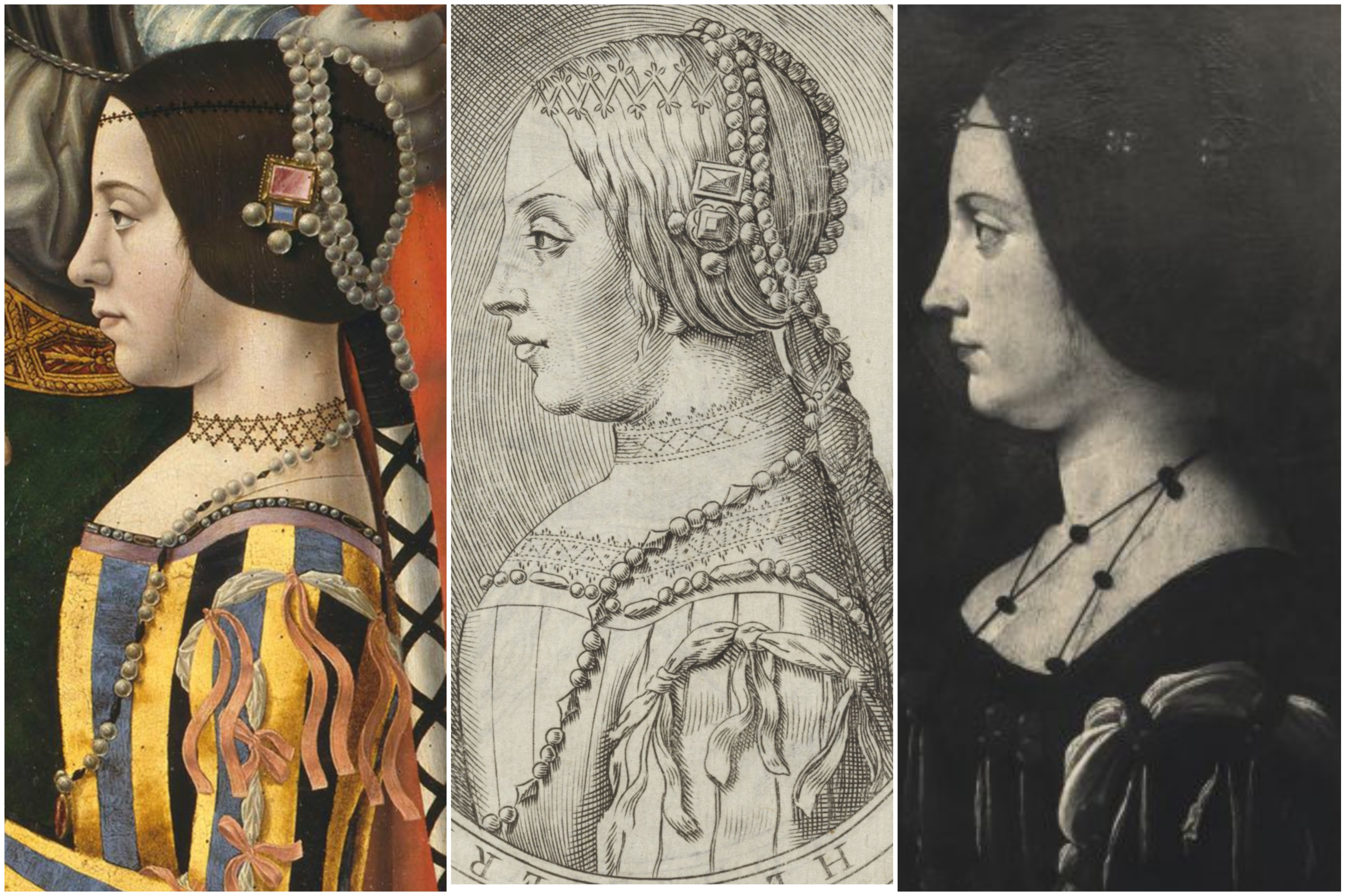
Dans la gravure de Carracci, les vêtements et les bijoux sont tirés de Pala Sforzesca, mais l’expression est plus similaire au prétendu portrait de Predis.
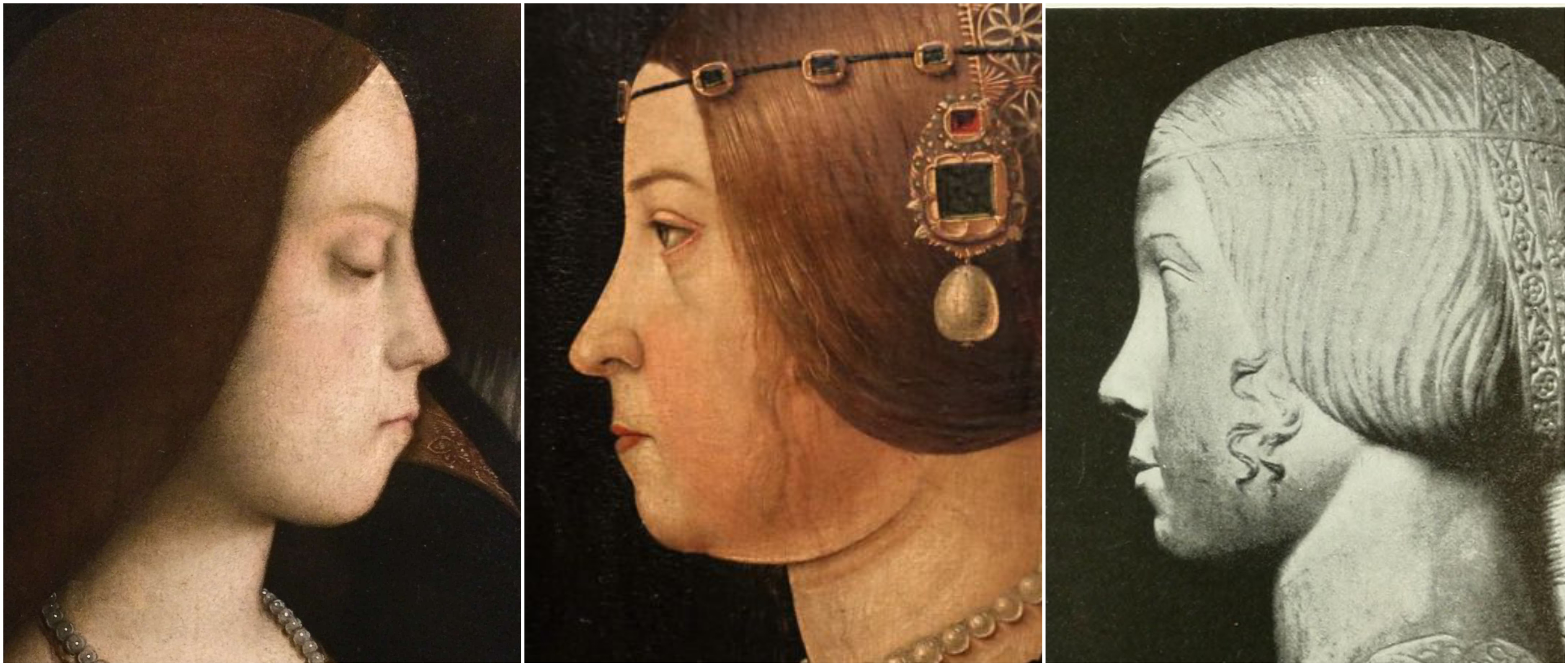
Comparaison du Portrait de Barbara Pallavicino avec certains de Barbara elle-même (à gauche) et de Béatrice (à droite).
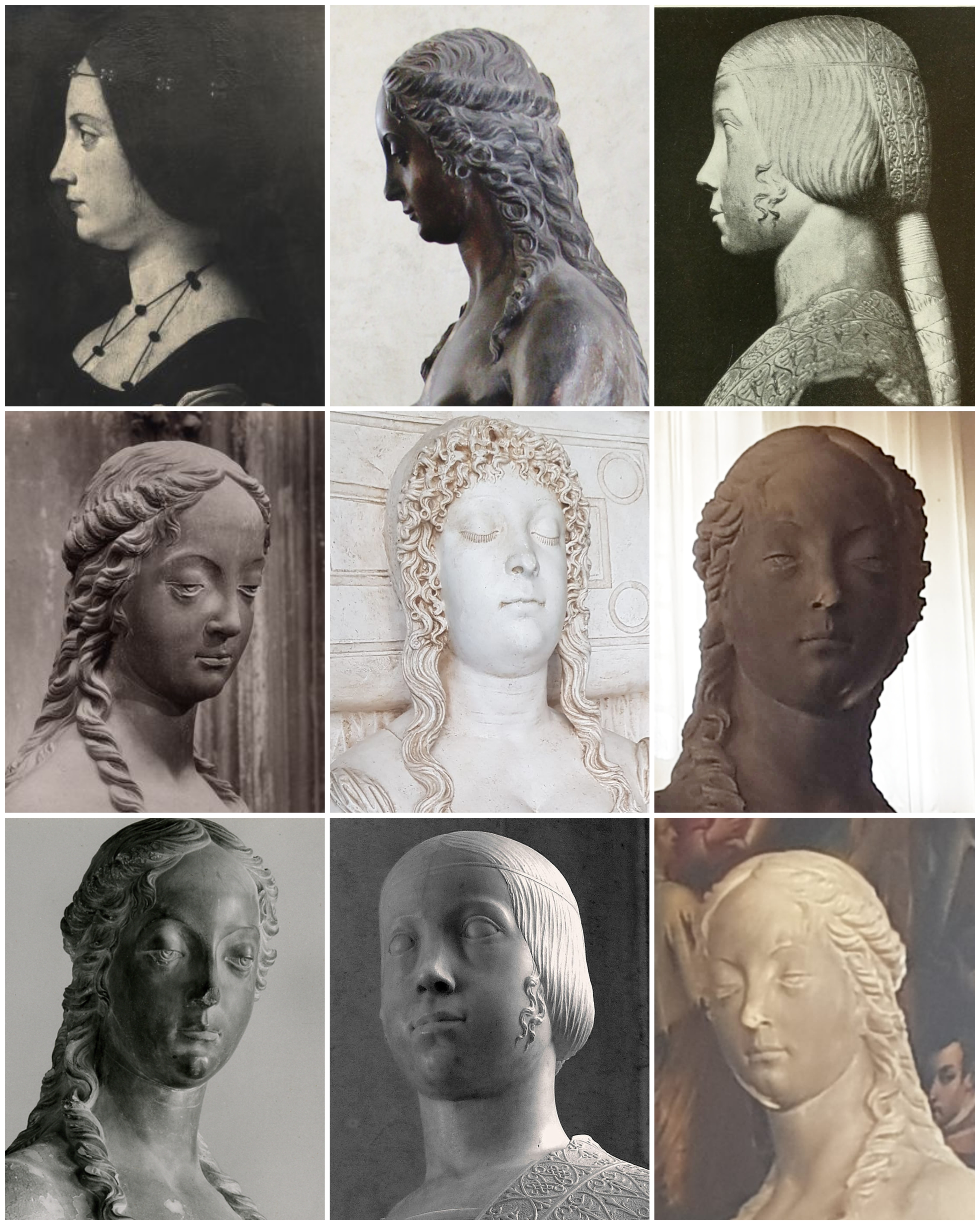
Curieuse ressemblance avec la statue d’Ève au Palais des Doges à Venise, par Antonio Rizzo. Probablement une coïncidence. La datation varie, selon les critiques, entre 1470-80 et 1490-97.
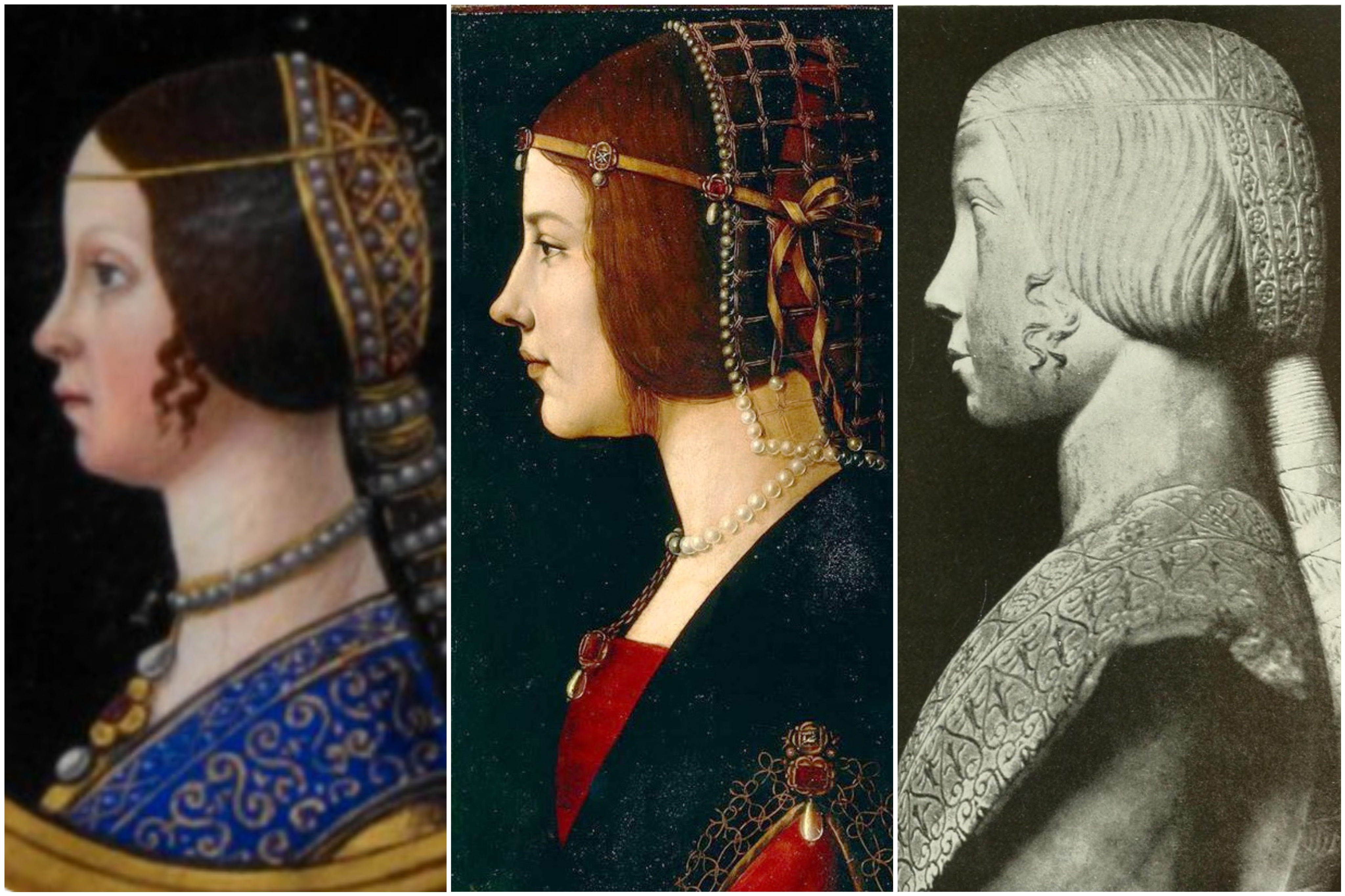
Le Portrait d’une Dame de Ambrogio de Predis de l’Ambrosiana (au centre): traditionnellement attribué à Béatrice, mais les traits du visage très différents de ceux connus, ainsi que l’absence du coazzon, détournent l’attention de cette idée. Aujourd’hui, il est principalement identifié comme un portrait d’Anna Maria Sforza.
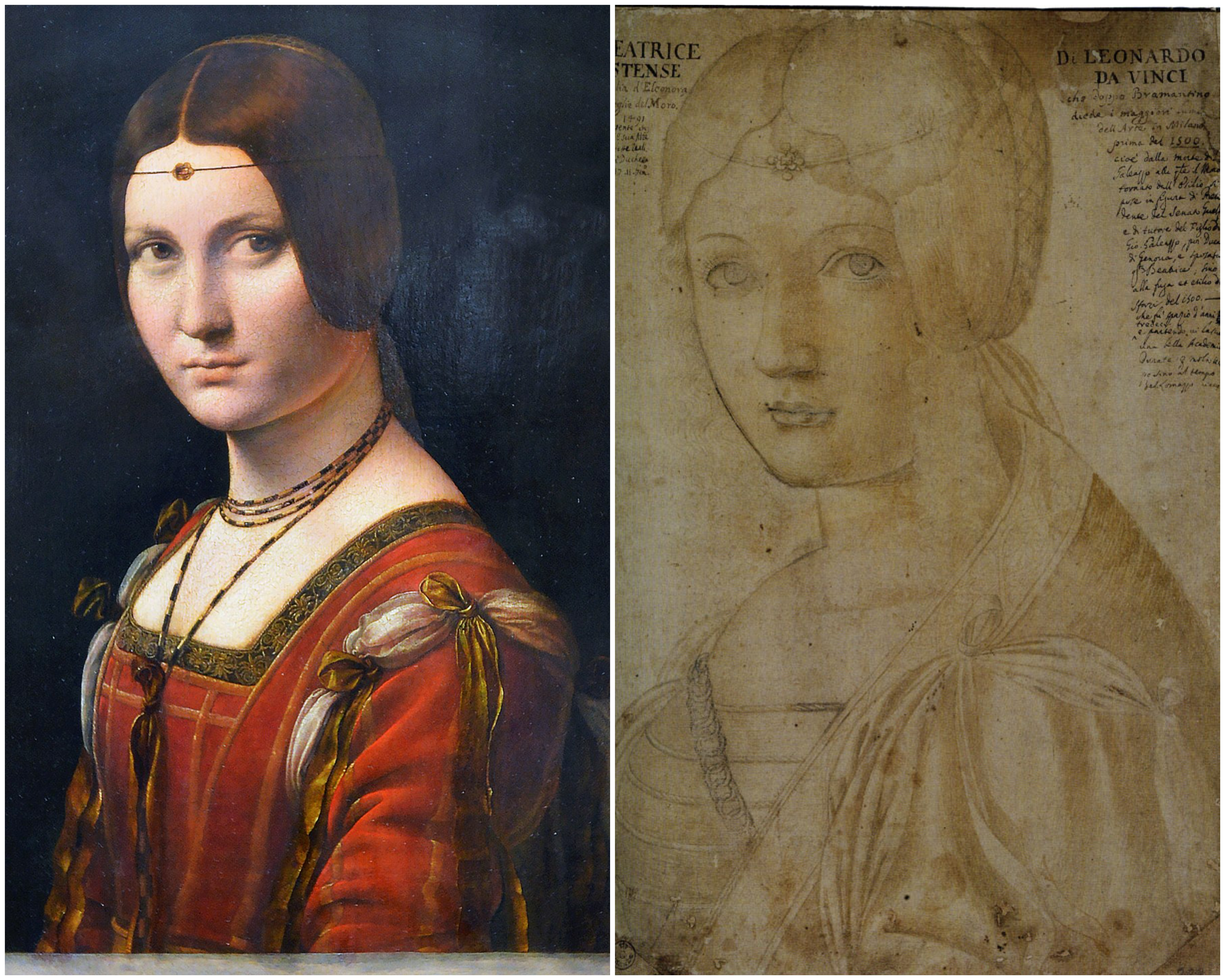
Bella Ferronnière de Léonard et le prétendu portrait de Béatrice en comparaison.

### Portraits posthumes
1. Immédiatement après sa mort, Ludovic a fait frapper une tête avec sa propre effigie d’un côté et celle de sa femme de l’autre. C’est l’un des premiers exemples de monnaie de ce type, un témoignage de grand amour et d’admiration pour sa femme[149].
2. Au début du XVIe siècle, elle a été représentée par Bernardino Luini dans l’une des lunettes du Palazzo degli Atellani à Milan, aujourd’hui dans les musées du Castello Sforzesco. Sur la façade du même bâtiment, au XVIIIe siècle, a été sculpté par Pompeo Marchesi un médaillon le représentant.
3. Le visage des deux sœurs, Béatrice et Isabella, a été reconnu dans les deux spectateurs qui, tendrement embrassés, sont fascinés par la fresque de Benvenuto Tisi da Garofalo dans le plafond de la Sala del Tesoro du Palazzo Costabili à Ferrare. Puisqu’il remonte aux années 1503-1506, il constituerait un hommage de l’Este au joint aujourd’hui décédé.

### Miniatures
1. La miniature la plus célèbre, l’œuvre de Giovanni Pietro Birago, est contenue dans le diplôme de donation du 28 janvier 1494, aujourd’hui conservé à la British Library de Londres, avec lequel son mari lui a conféré de nombreuses terres[150].
2. Il y avait une certaine similitude entre la physionomie de Béatrice et celle « un peu impertinente » de la Laura de la Canzonière Marciano d’Antonio Grifo[151]. Ludovico et Béatrice sont sans aucun doute le couple qui, dans le Canzoniere queriniano illuminé par Grifo[152] au folio 119 r. agit comme un guide pour les autres[153]. Elle a peut-être été représenté, toujours par Grifo, également dans une casquette de lettre enluminée au folio 182 v. de l’incunable de la Divine Comédie conservée à la Maison de Dante à Rome.
3. Une autre de ses miniatures se trouve dans le Missel Arcimboldi de la Bibliothèque capitulaire du Duomo de Milan, dans la scène de l’investiture ducale de son mari.

Plus récemment, elle a été rendue hommage avec sa cour dans des œuvres de peintres tels que Giambattista Gigola (1816-1820), Giuseppe Diotti (1823), Francesco Gonin (1930) 1845), Francesco Podesti (1846), Cherubino Cornienti (1840 et 1858), Eleanor Fortescue-Brickdale (1920)

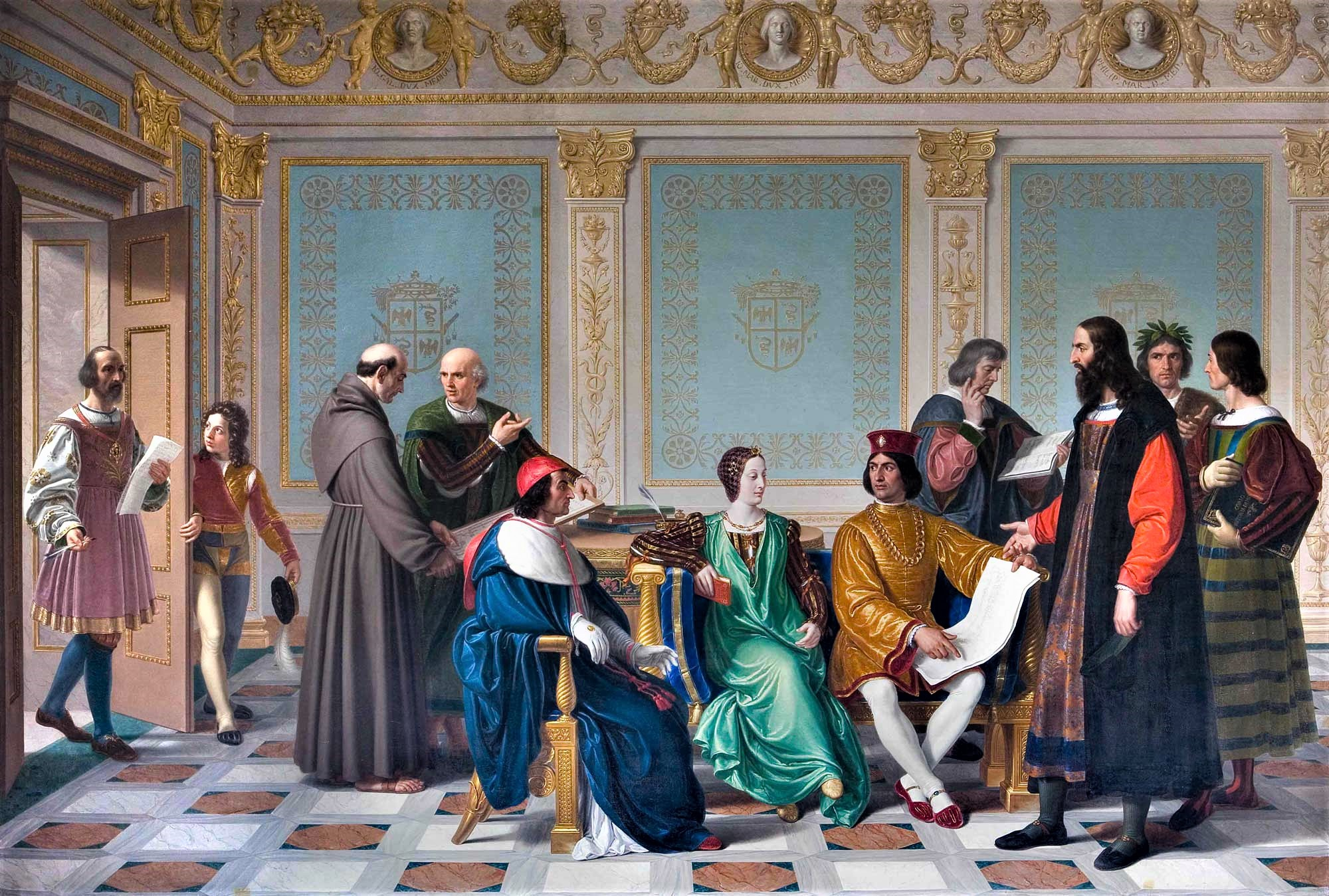
La cour de Ludovico il Moro, Giuseppe Diotti (1823). En partant de la gauche : une page ouvre la porte au secrétaire Bartolomeo Calco. Au centre de la scène sont assis le cardinal Ascanio, la duchesse Béatrice et le duc Ludovic, à qui Léonard de Vinci montre le projet de fresque de la Cène. Autour d'eux d'autres grandes personnalités de la cour sont reconnaissables : à gauche Bramante avec le mathématicien Fra' Luca Pacioli ; à droite le musicien Franchino Gaffurio, le poète Bernardo Bellincioni et l'historien Bernardino Corio.
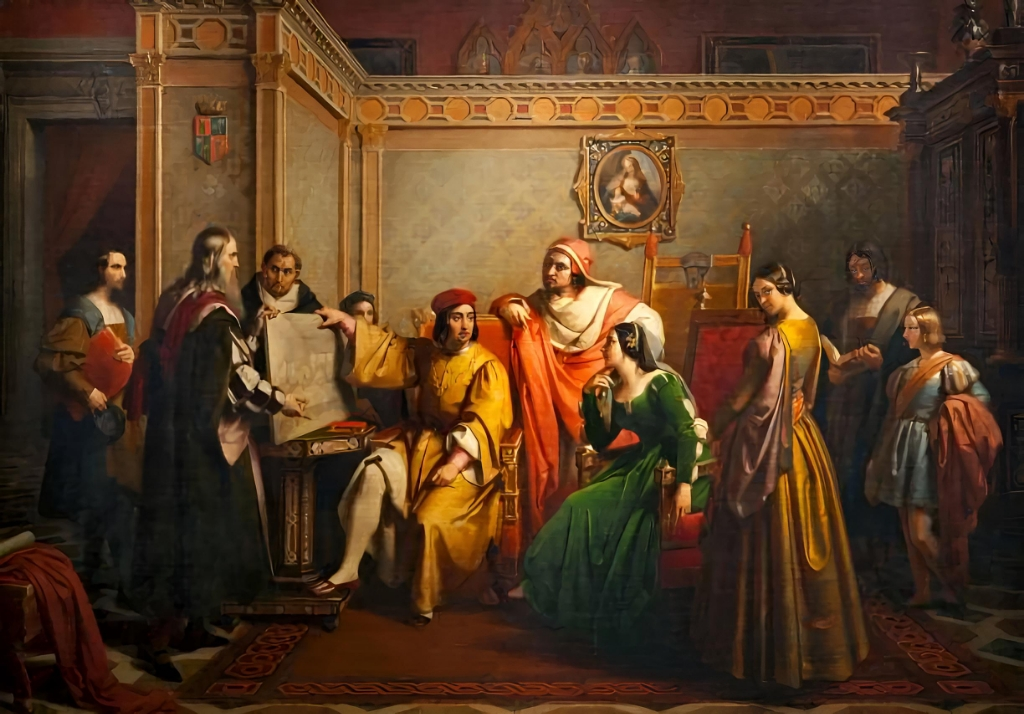
Léonard présente l'esquisse de la Cène au duc de Milan Ludovico il Moro, Francesco Podesti, 1846. Au centre de la scène se trouvent, comme ailleurs, le duc avec la duchesse Béatrice et le cardinal Ascanio.
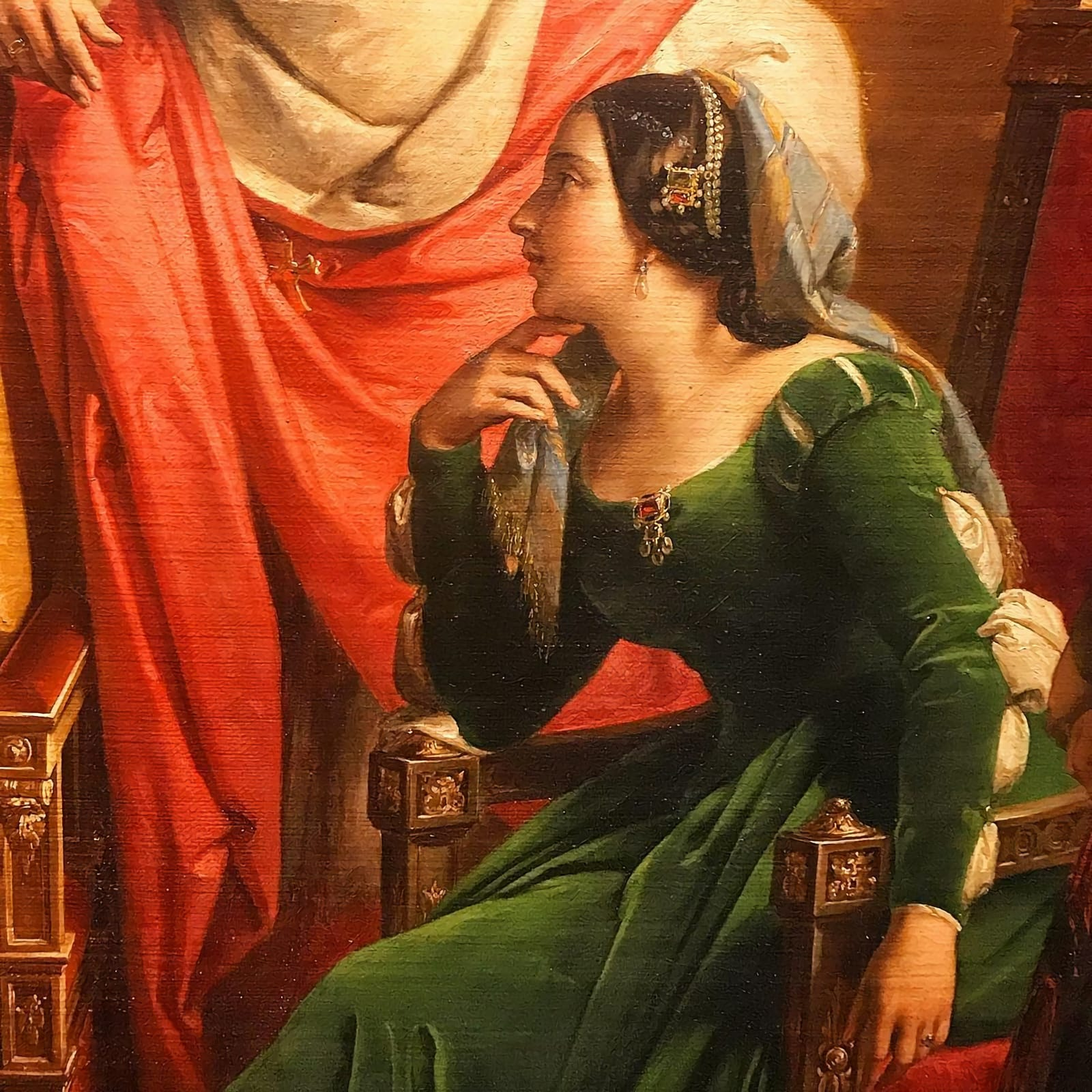
Détail de la duchesse Béatrice
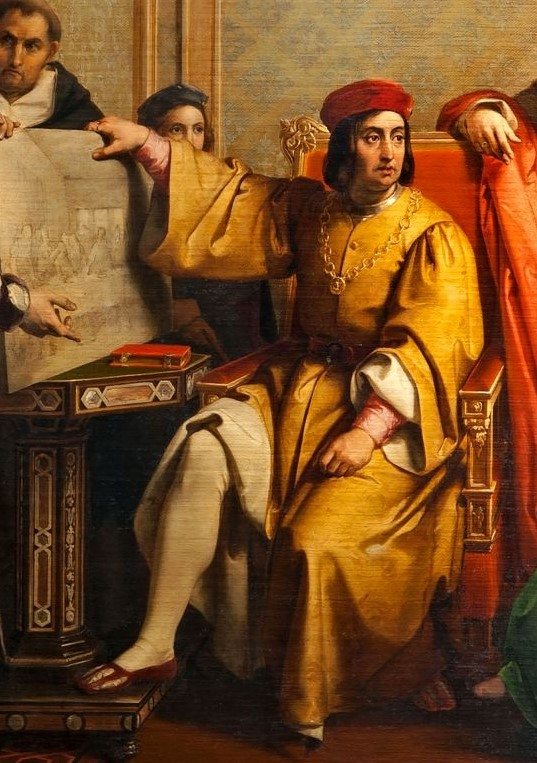
Détail du duc Ludovico.
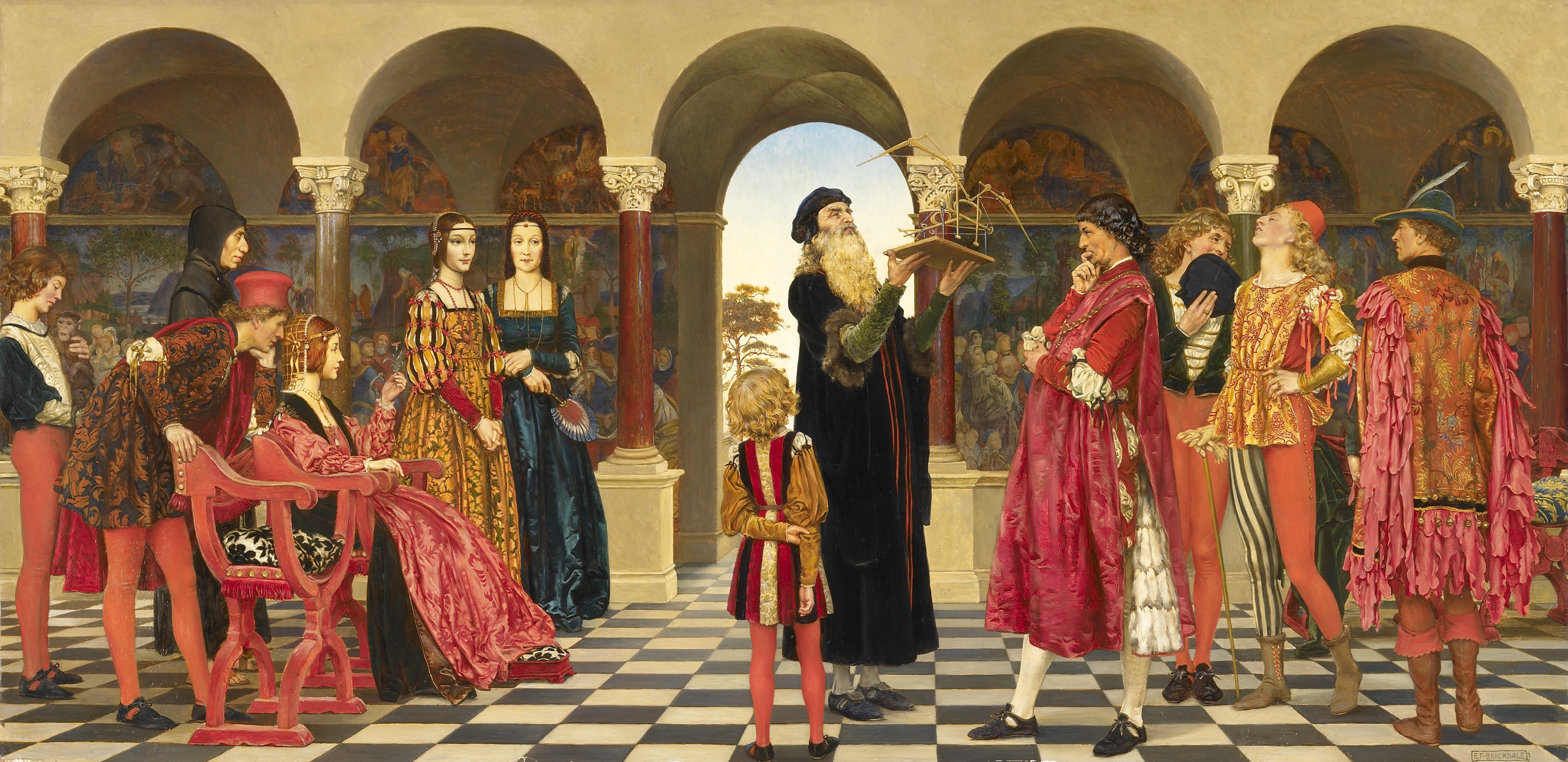
The Forerunner o La corte di Ludovico il Moro. Eleanor Fortescue-Brickdale. À gauche, on reconnaît la duchesse Béatrice, à qui un courtisan lui chuchote quelque chose à l'oreille ; entre Savonarole, Cecilia Gallerani et Elisabetta Gonzaga; une page embrasse également un petit singe, un hommage à celui que possédaient réellement les ducs. À droite Léonard de Vinci montre son modèle de machine volante au duc Ludovico ; quelques courtisans et le petit blond Ercole Massimiliano regardaient amusés.
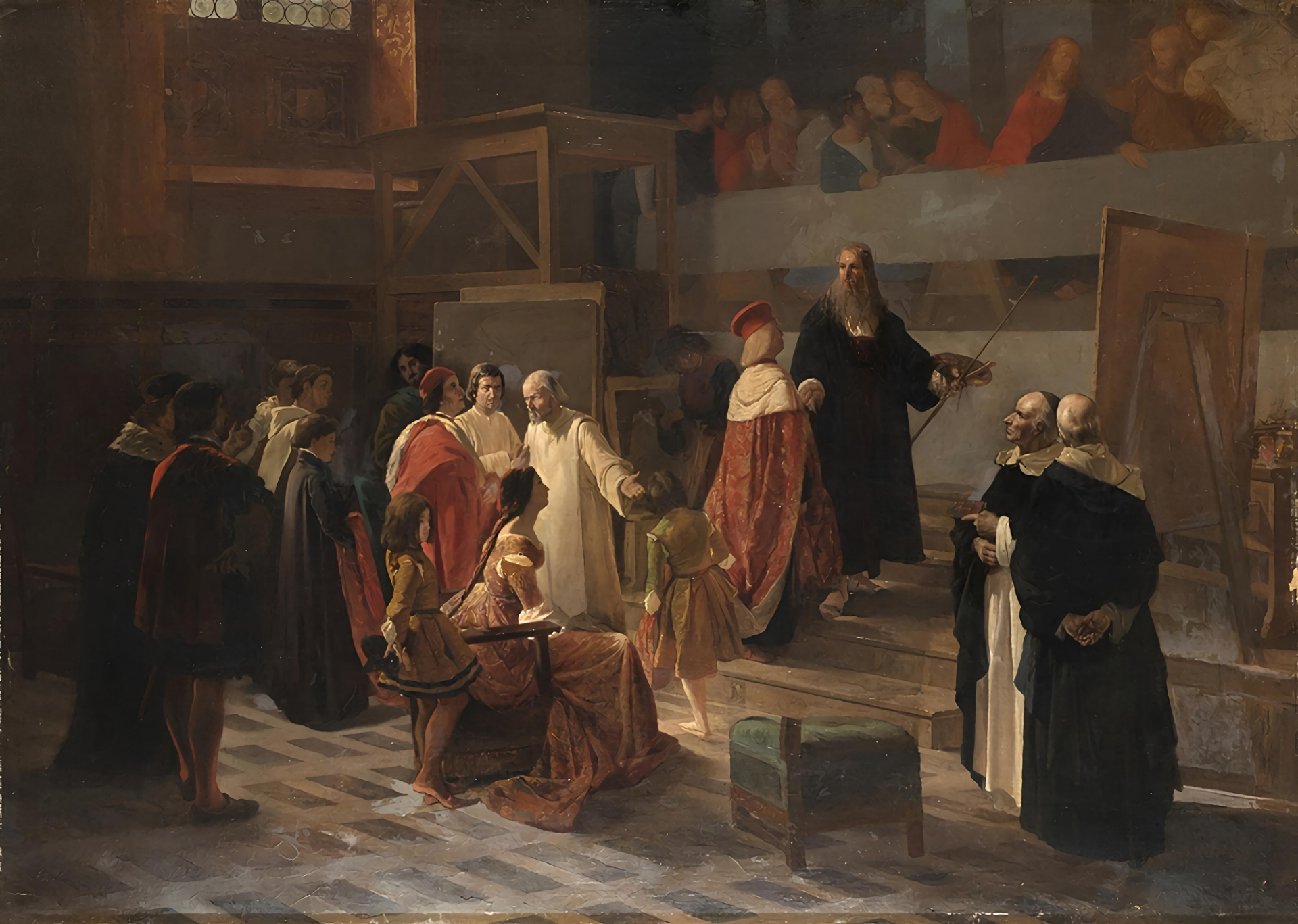
Ludovico il Moro rend visite à Léonard de Vinci dans le réfectoire de Santa Maria delle Grazie, milieu du XIXe siècle, Cherubino Cornienti. Derrière la blonde Moro, la duchesse Béatrice et le cardinal Ascanio admirent l’œuvre absorbée.
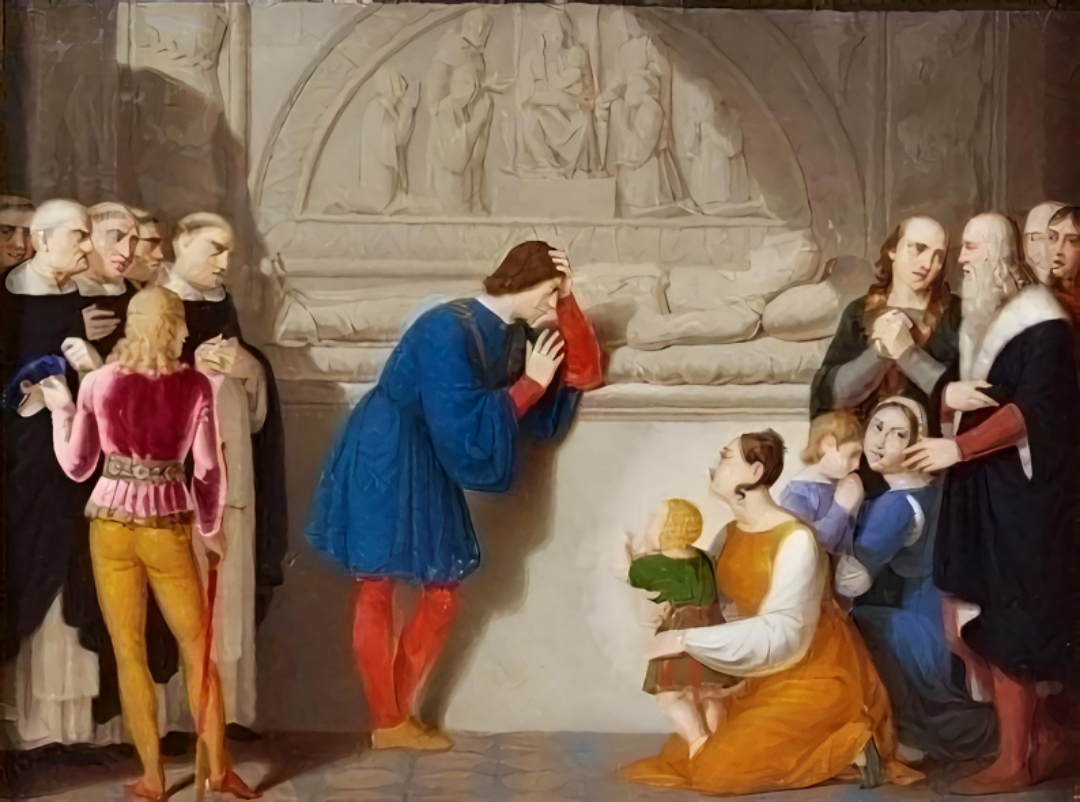
Ludovico pleure sur la tombe de sa femme Béatrice, Giovanni Battista Gigola, 1815 ca. Les frères de S. Maria delle Grazie sont présents à gauche, à droite les deux orphelins Ercole Massimiliano et Francesco avec leurs infirmières respectives, ainsi que Bramante et Leonardo.
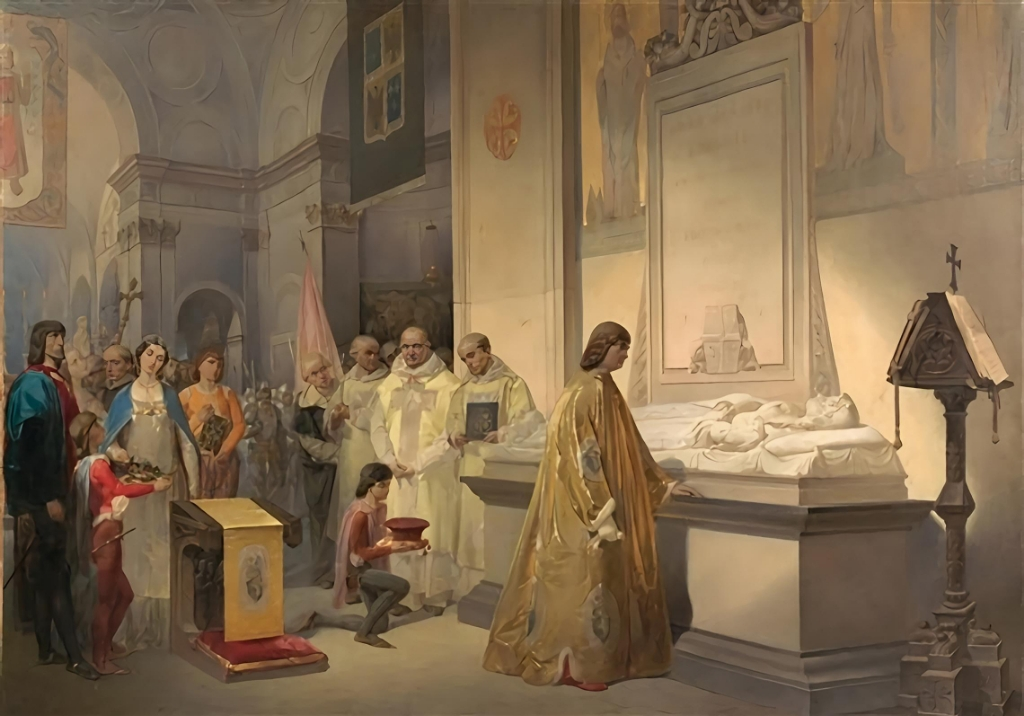
Le duc Ludovico a visité la tombe de sa femme dans l’église de Santa Maria delle Grazie, Alessandro Reati, entre 1850 et 1873.
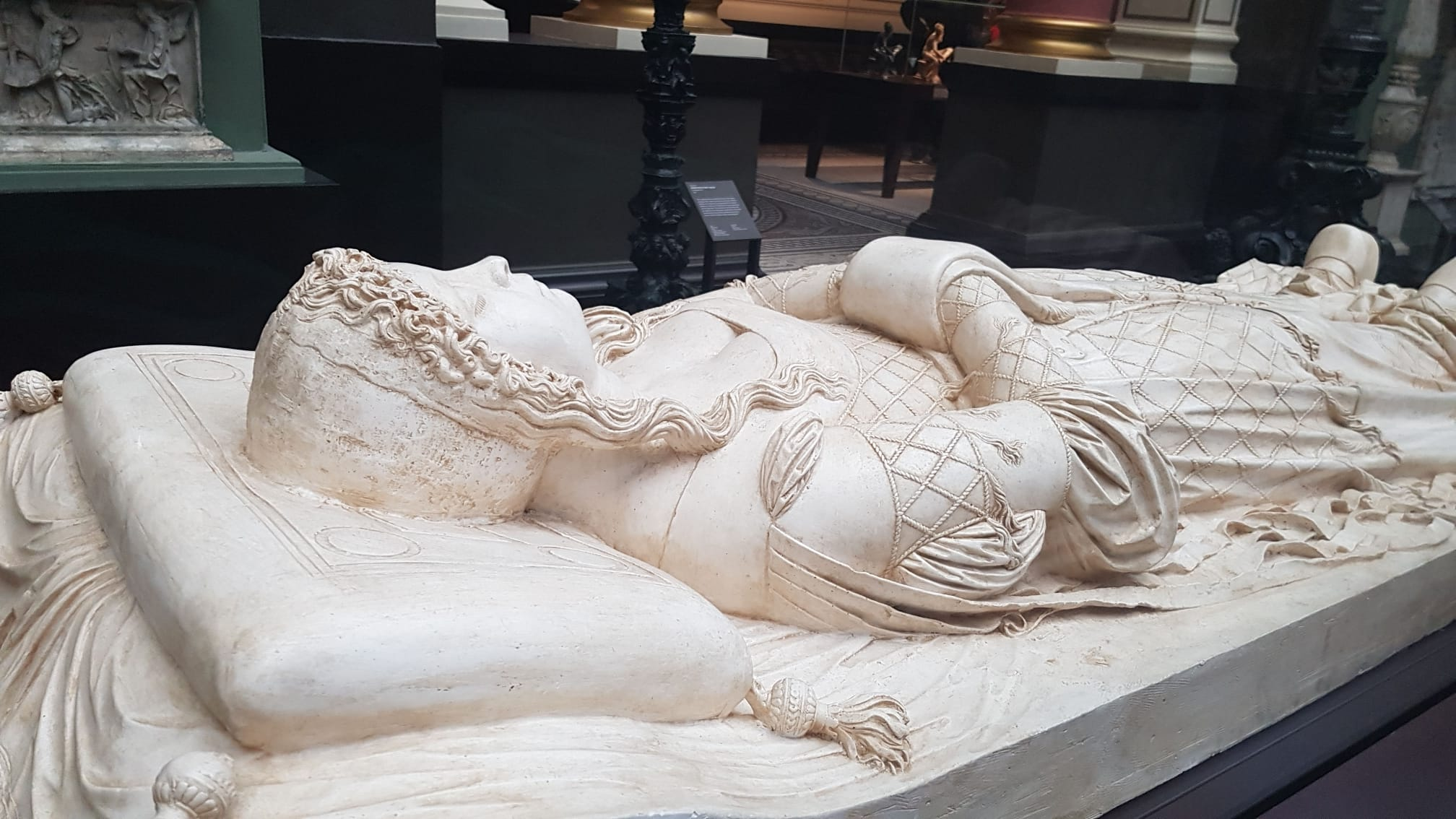
Le cénotaphe: moulage du Victoria and Albert Museum.
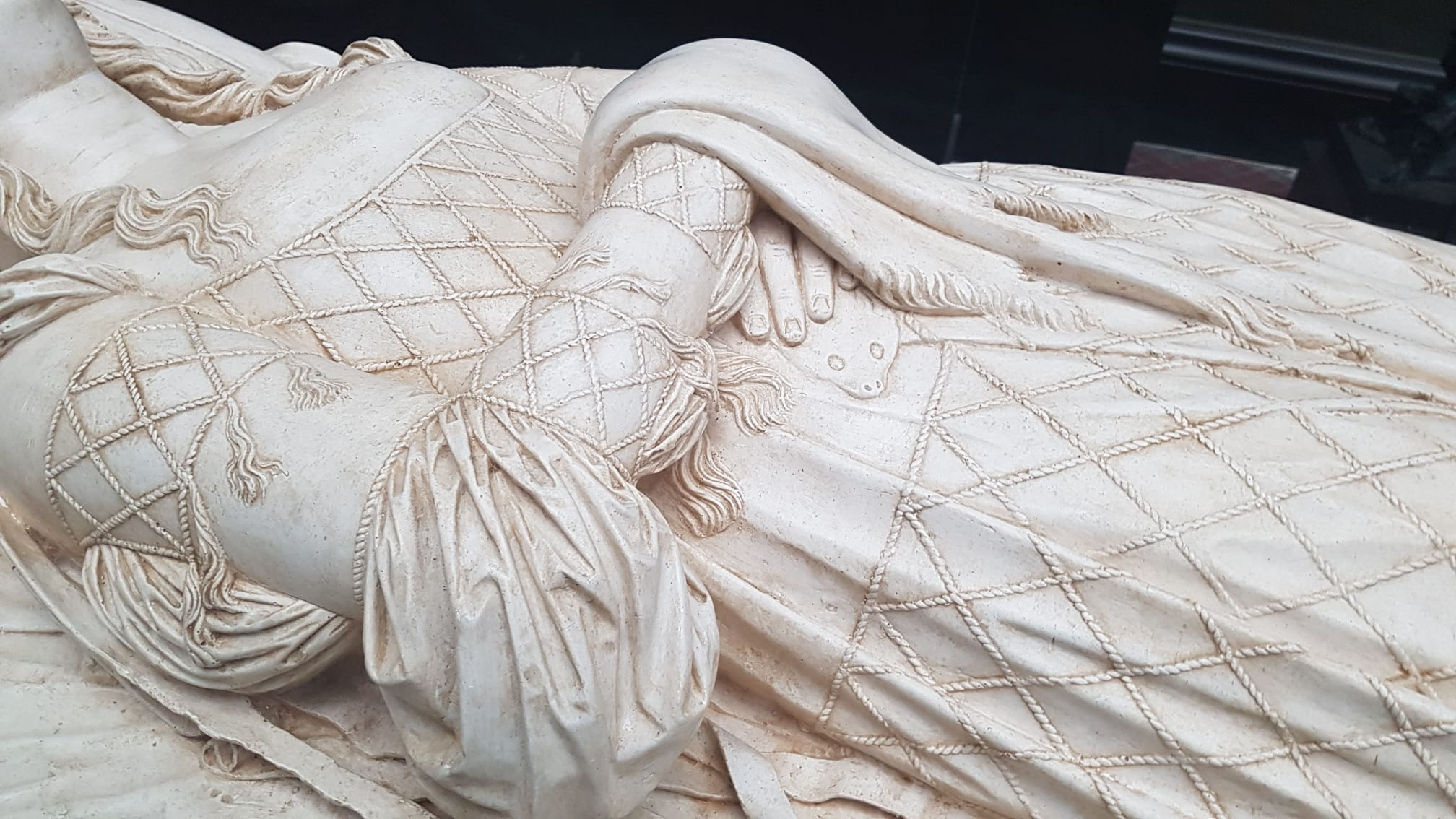
Détail de le manchon en fourrure et de la broderie rhomboïde.
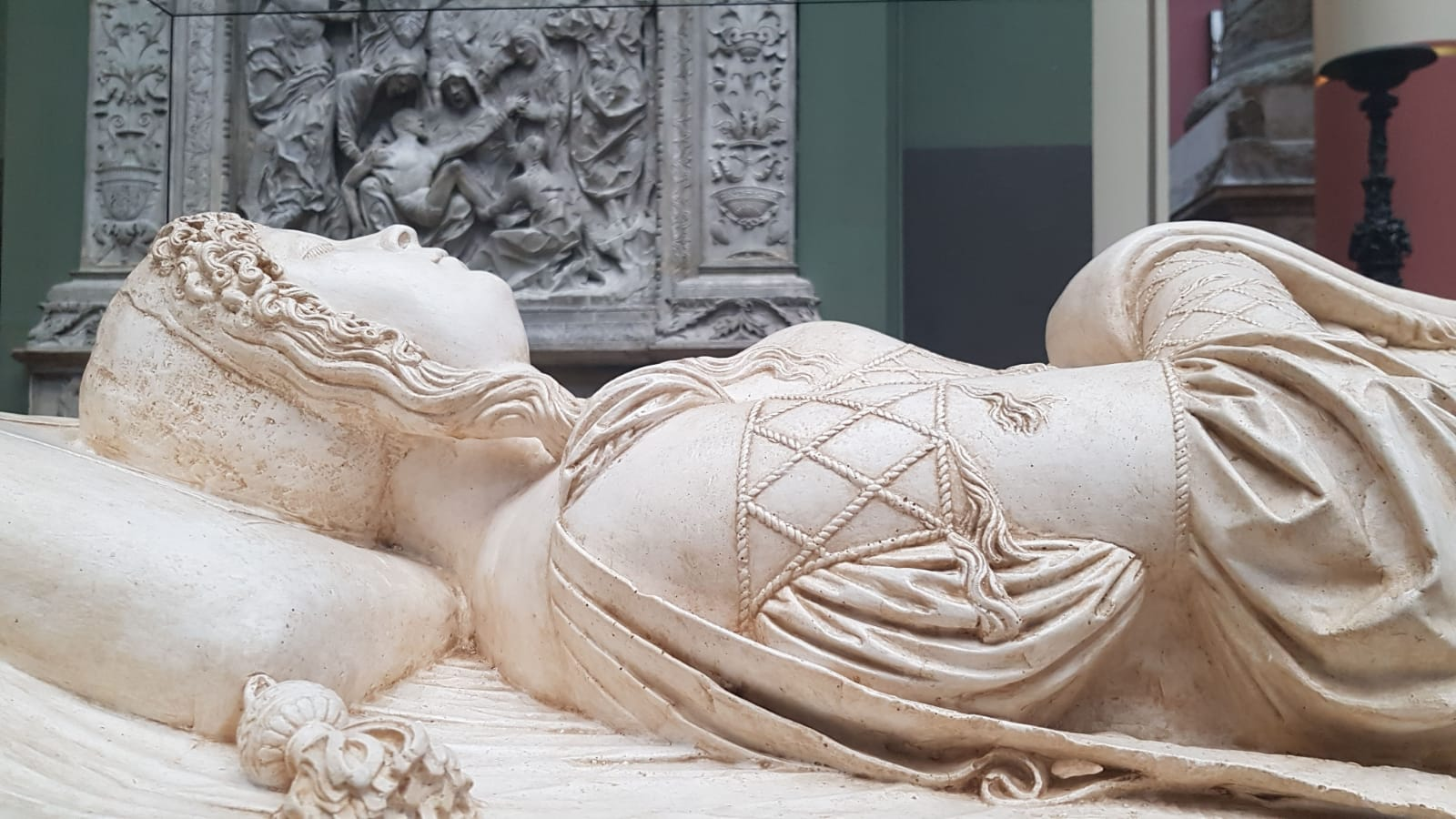
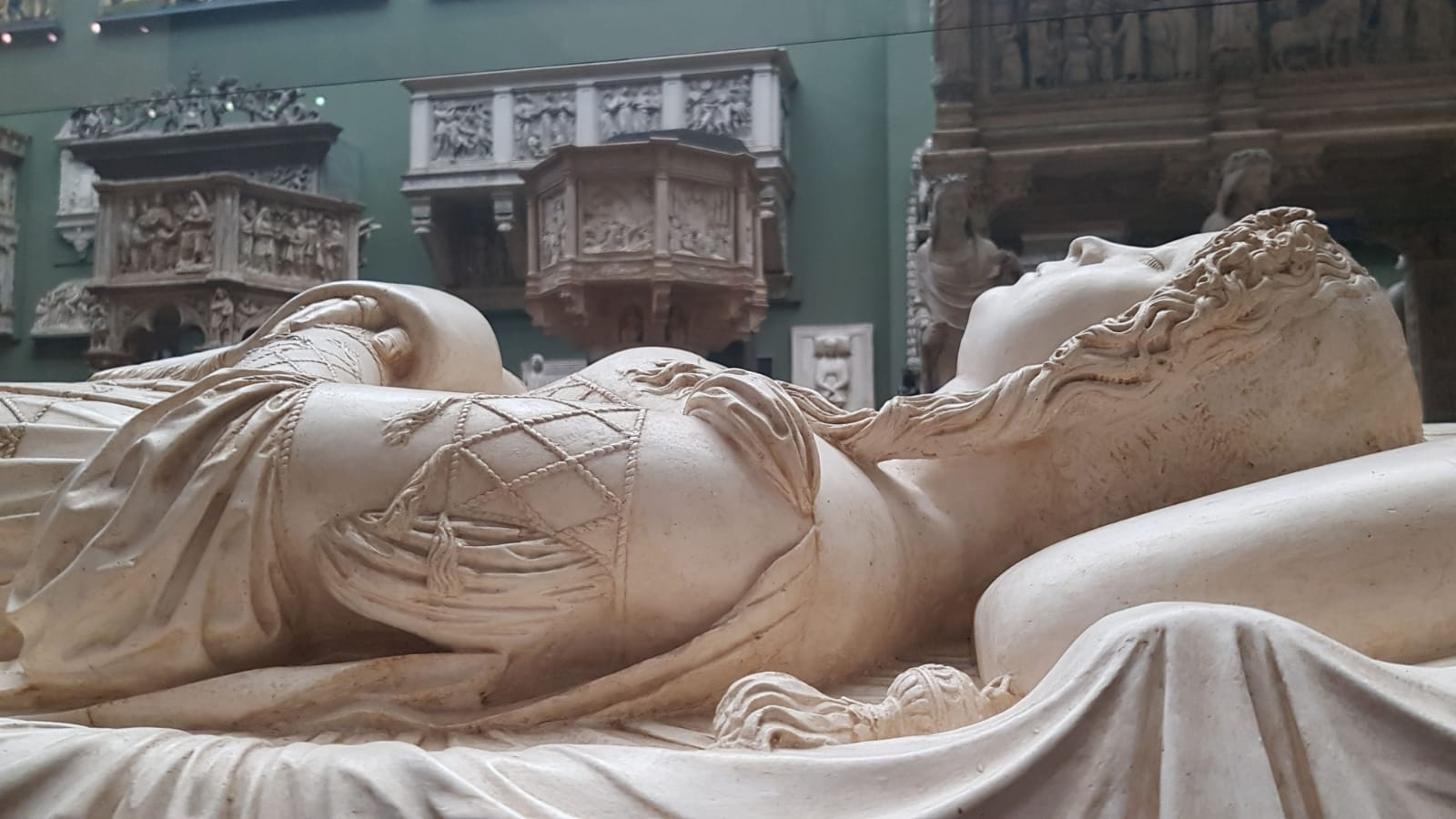

## Descendance
De son mariage, le 17 janvier 1491, avec Ludovic Sforza naquirent trois enfants :
- Hercule Maximilien appelé Maximilien (1493-1530 ou 1552), prince de Pavie, qui sera duc de Milan de 1512 à 1515 et de 1529 à 1530[158],
- François (1495-1535), prince de Rossano et comte de Borrello puis comte de Pavie et duc de Milan de 1530 à 1535.
- Le troisième-né, également un fils, est mort-né et, n’ayant pas été baptisé, n’a pu être rangé avec sa mère dans le tombeau. Ludovico, le cœur brisé, l’a donc fait tumuler au-dessus de la porte du cloître de Santa Maria delle Grazie avec cette épitaphe latine: « Oh je pars malheureux! J’ai perdu la vie avant d’être venu à la lumière: plus malheureux, car en mourant, j’ai pris la vie de ma mère et le père privé de son épouse. Parfois défavorable, cela ne peut être que pour moi de réconfort, que divi parents, Ludovico et Béatrice duchi de Milan, m’ont engendré. 1497, le 2 janvier. »[159]

## Dans la culture

### Littérature

#### Poètes contemporains
Les Triumphi de Vincenzo Calmeta (1497) sont dédiés à Béatrice, poème en troisième rime d'inspiration Pétrarque et Dante dans lequel le poète pleure la mort prématurée de la Duchesse, « sa chère compagne », et invoque la Mort pour lui permettre de la suivre., invectivant contre le Destin cruel et la misère de la condition humaine, jusqu'à ce que Béatrice elle-même descende du Ciel pour le consoler et le tirer de son "erreur passée", lui montrant comment en vérité tout se passe selon la justice divine.
Gaspare Visconti lui a composé un recueil de chansons; parmi les poèmes qui y sont contenus, celui introduit par la colonne "pour la mort de la duchesse et pour le périculus où cette patrie est placée" montre déjà la conscience de la ruine imminente de l'État causée par le désespoir du Maure pour la perte de sa femme : « et ma patrie me fait très peur | qu'elle se dresse en lui, parce que chaque bâtiment | s'effondre, si la fondation échoue ».

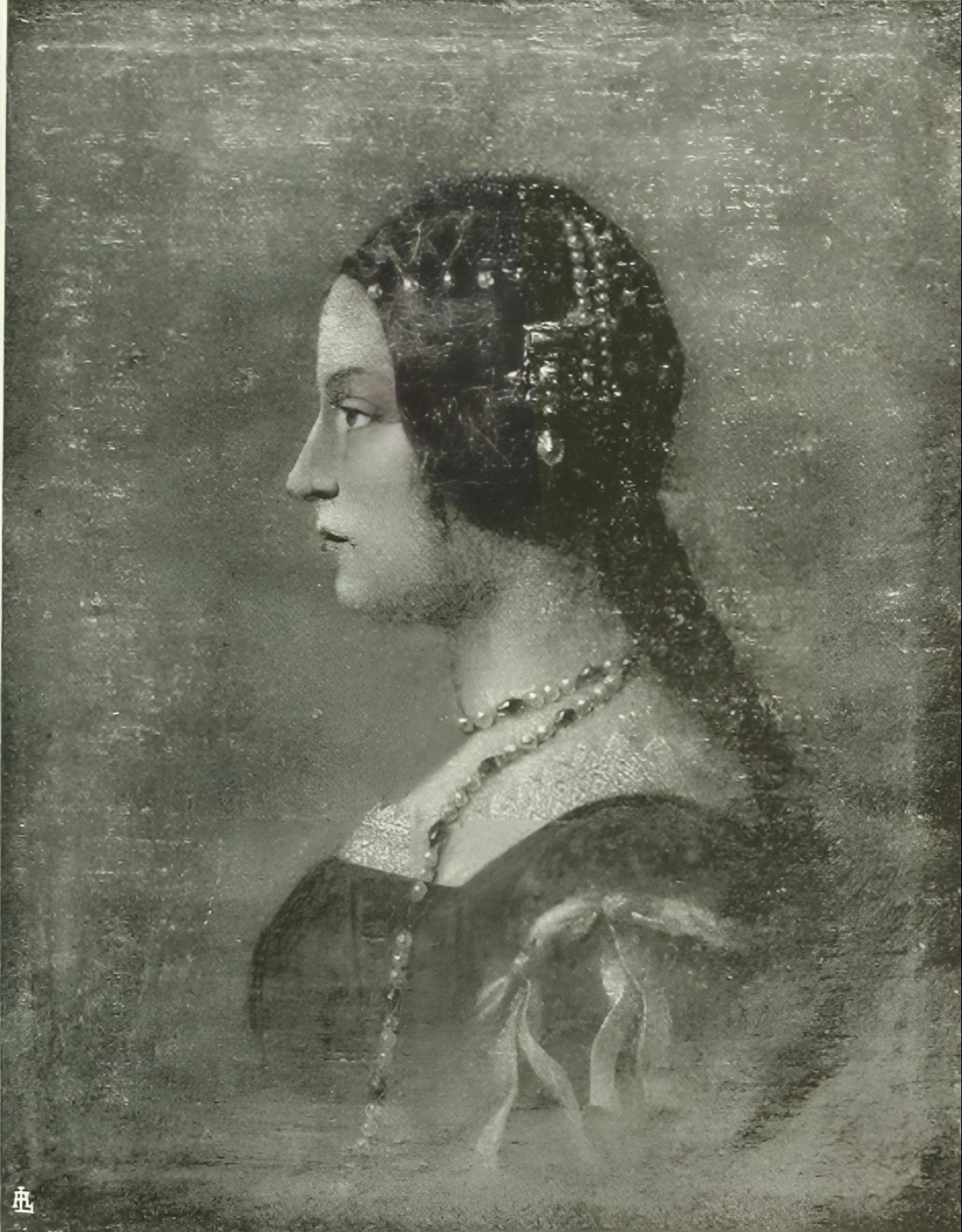
Beatrix Estensis, Ludovici uxor. Copie libre antique.

Serafino Aquilano a écrit quatre sonnets à sa mort, tout comme d'autres poètes, dont Niccolò da Correggio et Cornelio Balbo. Michele Marullo a composé un Epitaphium Beatricis Estensis.

#### Tragédies et poèmes
- La mort de Ludovico Sforza dit le Mauve de Pietro Ferrari (1791);
- Lodovico Sforza dit le Mauve de Giovanni Battista Niccolini (1833).

#### Romans
- Lodovico il Moro de Giovanni Campiglio (1837);
- Beatrice or La corte di Lodovico il Moro by Ignazio Cantù (1838);
- Leonardo - la résurrection des Dieux de Dmitri Mereskovski (1901);
- La ville ardente de Dino Bonardi (1933);
- La Joconde et le noble sosie ou L’énigme de la Joconde de E. L. Konigsburg (1975);
- La duchesse de Milan de Michael Ennis (1992);
- Les cygnes de Léonard de Vinci de Karen Essex (2006);
- La mesure de l’homme de Marco Malvaldi (2018).

#### Comics
- Ludovico il Moro - Signore di Milano, bande dessinée de 2010.

### Cinéma
- Dans la mini-série RAI de 1971, la vie de Léonard de Vinci Béatrice est interprétée par Ottavia Piccolo;
- Dans le film de 2004 Les grandes dames de la maison d’Este de Diego Ronsisvalle est imité par Lucia Bendia;
- Dans la mini-série télévisée Leonardo 2021, elle se fait passer pour Miriam Dalmazio.

### Musique
Le musicien français d'origine vénézuélienne Reynaldo Hahn lui a rendu hommage en composant, en 1905, une suite pour instruments à vent, deux harpes et piano intitulée Le Bal de Béatrice d'Este.

### Cuisine
|                                                                        |  |  |
| Dolceriso del Moro décoré de l'emblème Sforza de la brosse de toilette |  |  |

L’invention du Dolceriso del Moro, dessert typique de Vigevano, est traditionnellement attribuée à Béatrice elle-même, qui l’aurait conçu au printemps 1491 pour plaire à l’illustre épouse. Il s’agit d’une sorte de riz au lait ricoché, enfermé dans un emballage de sablés et enrichi de confitures, pignons de pin, amandes et eau de rose. Ce dernier ingrédient a servi – comme il semble – à induire la concorde, l’harmonie et la fidélité dans le couple.

### Hommages posthumes
- La Pusterla Béatrice, l’une des portes mineures de la ville de Brera, fut dédiée par le Maure à la mémoire de sa femme;
- Dans les temps modernes, elle a été intitulée l’une des avenues bordées d’arbres le long des remparts de Milan, Viale Beatrice d’Este.

### Légendes
On dit que dans le château de Vigevano, et précisément dans l’aile du mâle, les esprits de Béatrice et de ses dames continuent d’animer les appartements autrefois appartenant à la duchesse et la soi-disant « loge des dames », que Ludovico avait fait construire spécialement pour l’épouse,.